# Histoire des grandes puissances
 (septembre 2009).
Si vous disposez d'ouvrages ou d'articles de référence ou si vous connaissez des sites web de qualité traitant du thème abordé ici, merci de compléter l'article en donnant les références utiles à sa vérifiabilité et en les liant à la section « Notes et références ».

Les superpuissances potentielles, dernier chapitre de l'histoire des grandes puissances :
États-Unis
Brésil
Chine
Union européenne
Inde
Japon
Russie

L'histoire des grandes puissances présente une chronologie des Nations ou États qui ont dominé le Monde depuis les prémices de l'Antiquité jusqu'à nos jours de par leur statut politique, économique, technologique et/ou militaire avancé. Ce statut permet de jouir d'une influence et d'un rayonnement internationaux peu égalés sur un même espace temporel et spatial. Pourtant, lorsqu'un pays y accède, il n'est pas pour autant légitimé par l'ensemble de la communauté internationale et encore moins établi de façon irréversible dans sa position. En effet, du fait de la volonté plus ou moins affichée de chaque État de s'imposer sur la scène mondiale (comme le prouvent certaines politiques telles que la création de services de renseignement ou la complexité des relations diplomatiques), on constate que bon nombre de civilisations ont pu accéder à la place de leader mais que peu d'entre elles ont pu la conserver plus de quelques siècles. Bien que la longévité de certaines relève d'une gestion optimale vis-à-vis de l'époque considérée, il y a toujours eu une période de déclin au cours de laquelle les rapports de force ont été modifiés.
Malgré cela, de par le développement de tous les aspects de la société et l'enrichissement planétaire quasi constant au cours des âges, il apparaît clair que les grandes puissances d'hier n'ont pu avoir la prééminence dont ont bénéficié les États-Unis depuis la fin de la Première Guerre mondiale ou qu'auront sûrement les pays émergents au cours du XXIe siècle. En d'autres termes, relativement aux autres puissances le ou les leaders mondiaux ont eu un avantage plus ou moins profond selon l'époque, mais la comparaison entre puissances d'époques différentes semble superflue du fait qu'elles ne peuvent être évaluées selon les mêmes critères, du simple fait du progrès technique entre autres.

## Les premiers empires de l'Antiquité

### Proche-Orient

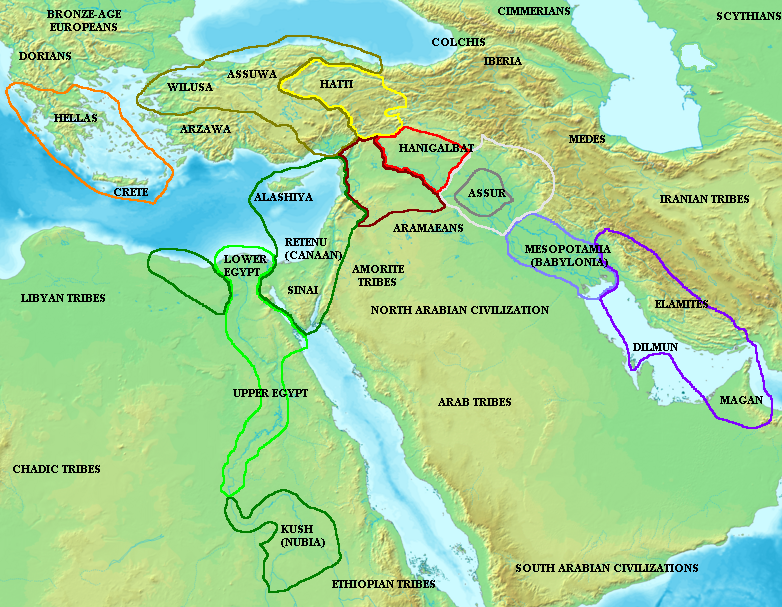
Carte du Proche-Orient ancien du temps de Tell el-Amarna présentant les grandes puissances de la période : Égypte (vert), les Hattis (jaune), le royaume kassite de Babylone (violet), Assyrie (gris), le royaume de Mitanni (rouge). Les zones claires sont celles sous contrôle direct, les plus sombres représentent la sphère d'influence de la puissance. L'extension de la civilisation mycénienne est en orange.

Le terme Proche-Orient ancien fait référence aux civilisations qui se sont développées sur la période précédant l'Antiquité classique, dans les régions actuelles du Moyen-Orient. Depuis l'âge du bronze (vers IVe millénaire av. J.-C.) jusqu'à l'apogée de l'Empire perse au VIe siècle av. J.-C., cette région a vu s'élever des civilisations en Sumer, Mésopotamie (Irak et Syrie actuels), Anatolie (Turquie), au Levant et en Égypte. Ici le terme grande puissance est attribué à certaines nations de manière tout à fait relative. Ces pays étaient d'étendue restreinte par exemple, mais présentaient une stabilité et une puissance peu égalées sur la période et dans la région.

#### Sumer et Akkad

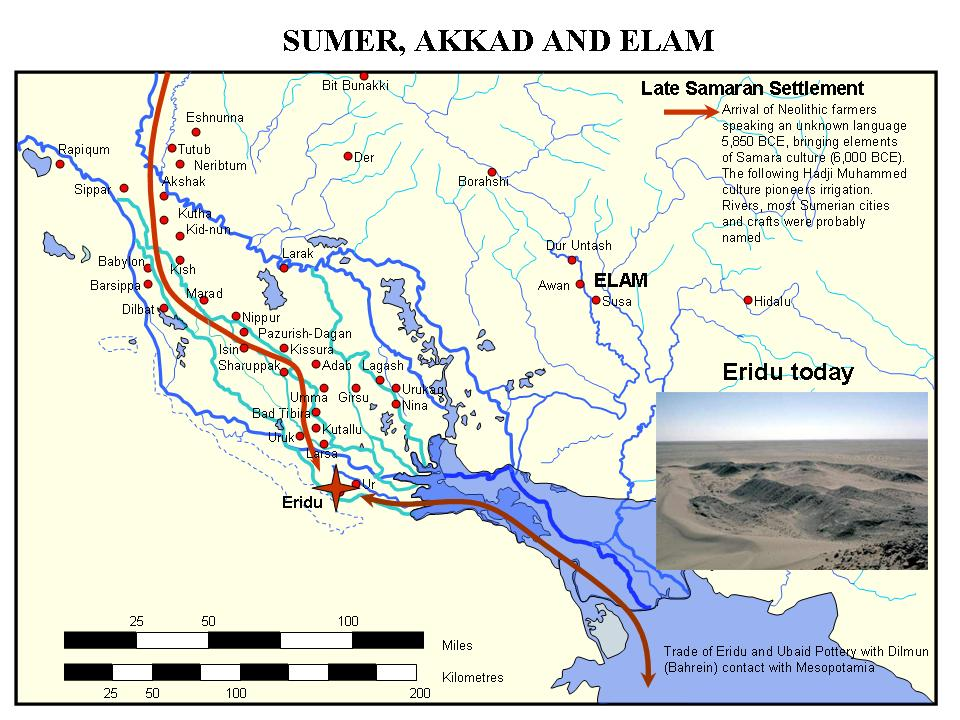
Les premiers fermiers de Samarra s'installent à Sumer, établissant un lieu de pèlerinage et une communauté à Eridu.

Sumer était l'une des premières civilisations du Proche-Orient, établie au sud-est de la Mésopotamie depuis le milieu du IVe millénaire av. J.-C. jusqu'à l'apogée de Babylone vers la fin du IIe millénaire av. J.-C. Cette période est souvent qualifiée de période néo-sumérienne. Le terme « Sumérien » s'appliquait alors à tous les individus parlant la langue sumérienne sans distinctions. Sumer est considérée, au même titre que l'Égypte antique et la civilisation de la vallée de l'Indus, comme l'une des premières sociétés sédentarisées ayant acquis les caractéristiques qui faisaient d'elle une civilisation propre. Les premiers empires de la Mésopotamie se formèrent à partir du sud de cette région : Sargon d'Akkad, qui aura une postérité mystificatrice (la première du genre), était un Sémite (et non un Sumérien) qui fonda vers 2340 av. J.-C. ce qui est souvent considéré comme le premier empire de l'Histoire, l'Empire d'Akkad. Cet empire fut le témoin des premiers grands changements de type politique, idéologique et artistique. Son organisation administrative était hiérarchisée, son économie structurée (notamment au niveau du prélèvement des impôts), et il dominait une multitude de micro-États conquis lors de nombreuses campagnes s'étendant du Sud de la Turquie actuelle au golfe Persique. Il s'effondra vers 2109 av. J.-C. Vers 2112, le relais fut pris par le royaume de la Troisième dynastie d'Ur, qui domina pendant un peu plus de deux siècles la Mésopotamie et certaines régions adjacentes. Cette dynastie s'éteindra avec Ibbi-Sin qui ne pourra retenir la mise à sac d'Ur par les Élamites en 2002 av. J.-C.

#### Élam

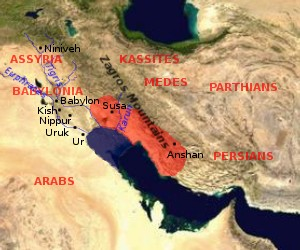
Carte montrant l'espace occupé par l'Empire élamite (en rouge) et les régions alentour. On y constate l'extension (approximative) de l'âge du bronze dans le golfe Persique.

Élam est l'une des plus anciennes civilisations connues à ce jour. Sa culture a eu un rôle majeur dans la construction de l'Empire perse, et plus particulièrement dans celle de l'Empire achéménide, lorsque l'élamite en est devenu l'une des langues officielles. Il est de coutume de dire que l'histoire de l'Iran débute à cette période.

#### Royaumes hourrites

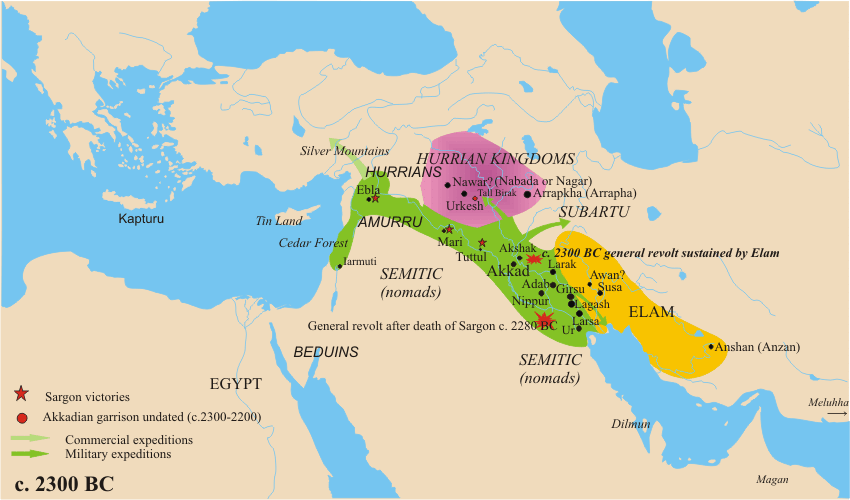
Le royaume hourrite vers -2300

Le terme Hourrites fait référence à un peuple s'étant installé au nord de la Mésopotamie vers 2500 av. J.-C. Les peuples hourrites n'étaient pas vraiment unis, vivant dans des royaumes quasiment féodaux, le plus important d'entre eux étant devenu le royaume de Mitanni qui atteignit son apogée au XIVe siècle av. J.-C. Il fut démembré au siècle suivant par les conquêtes de plusieurs puissances étrangères, notamment par les Assyriens.

#### Assyrie

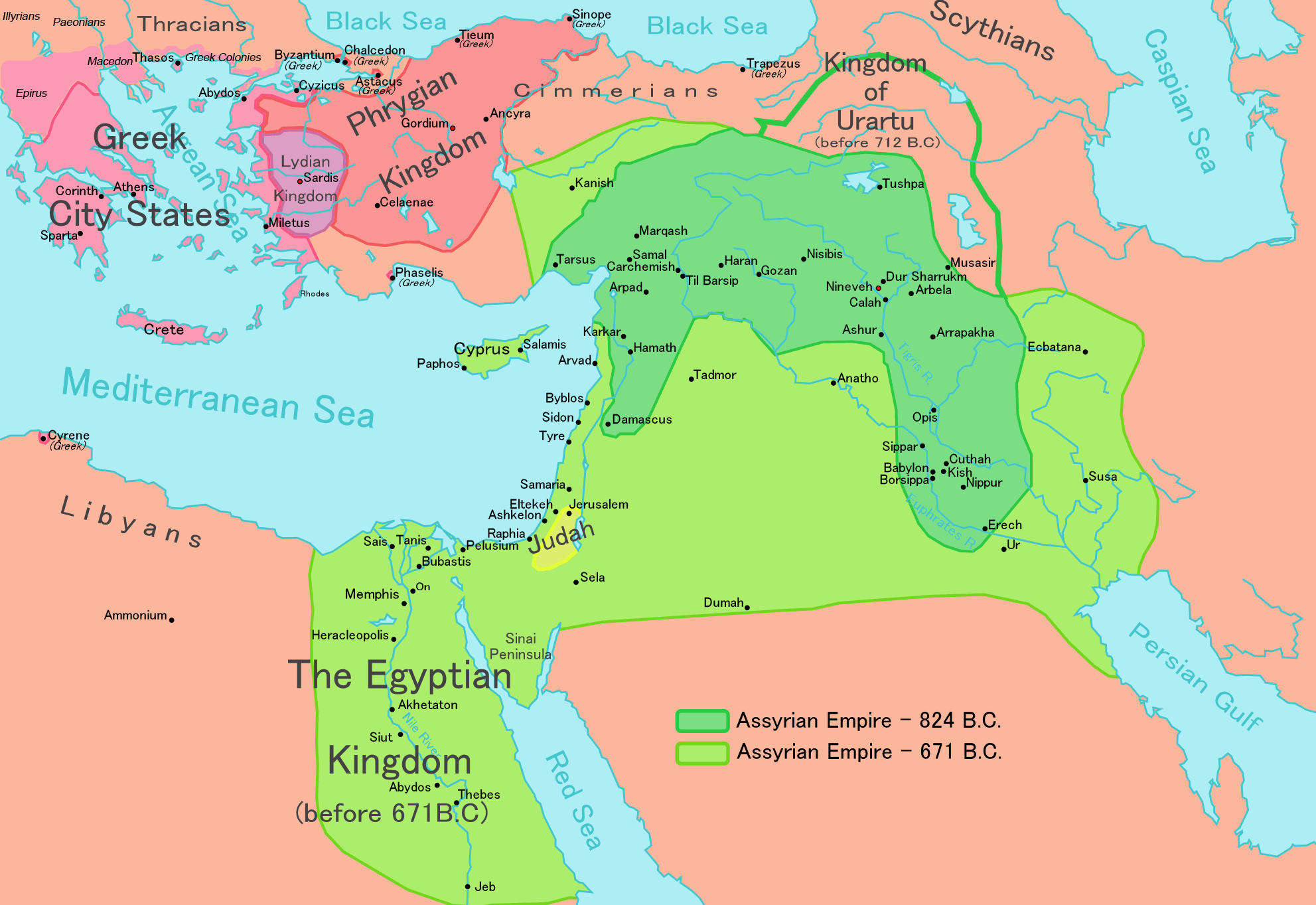
L'empire assyrien en -824 (vert foncé) et en -671 (vert foncé et clair)

Dans les premiers temps, l'Assyrie faisait référence à la région de la partie haute du Tigre, nommée ainsi du fait que sa capitale était à l'origine la ville d'Assur. Plus tard, en devenant une nation puis un empire, elle prit le contrôle du Croissant fertile, de l'Égypte et de la majeure partie de l'Anatolie. On peut considérer qu'alors l'Assyrie dominait la moitié Nord de la Mésopotamie (avec Ninive comme capitale) quand Babylone en contrôlait le Sud.
Les rois assyriens ont contrôlé un vaste territoire à plusieurs reprises. Ils ont été appelés le « Moyen » et le royaume « néo-assyrien. » Ce dernier fut le plus puissant, et fut établi de 911 av. J.-C. à 612 av. J.-C. Il s'agit d'un véritable empire.

#### Empire hittite

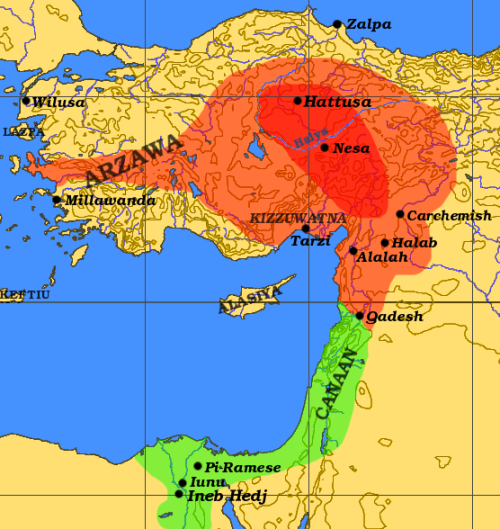
L'empire hittite (en rouge) au sommet de sa puissance en -1290, faisant frontière commune avec l'empire égyptien au niveau de la ville de Qadesh.

Les Hittites furent les premiers à adopter une langue indo-européenne et établirent un royaume autour de la ville d'Hattusha (centre de l'Anatolie) à partir du XVIIIe siècle av. J.-C. L'empire hittite atteint son paroxysme vers le XIVe siècle av. J.-C., comprenant le nord-est de la Syrie jusqu'à Ugarit et la partie haute de la Mésopotamie en plus du centre de l'Anatolie. Après 1180 av. J.-C., l'empire se scinda en plusieurs cités-États indépendantes, dont certaines auront survécu jusqu'au VIIIe siècle av. J.-C.
Les Hittites possédaient un savoir-faire certain en ce qui concernait l'architecture et l'utilisation de chars de guerre. Ils ont également été des pionniers de l'Âge du fer, utilisant des ustensiles et armes en fer dès le XIVe siècle av. J.-C. Ils léguèrent une part importante de leurs connaissances aux premiers Grecs installés en Europe.

#### Empire mède

Le « royaume mède »

On considère couramment, à la suite des écrits d'Hérodote, que les Mèdes ont fondé un royaume puissant, après avoir contribué à abattre l'Assyrie en 609 av. J.-C. et avant de se faire vaincre à leur tour par les Perses vers 556 av. J.-C. Mais les recherches récentes tendent à nuancer cette vision : rien dans les sources écrites et archéologiques d'Iran et de Mésopotamie ne montre que les Mèdes aient constitué un royaume puissant. La question de l'existence d'un « royaume mède » reste donc débattue.

#### Empire achéménide

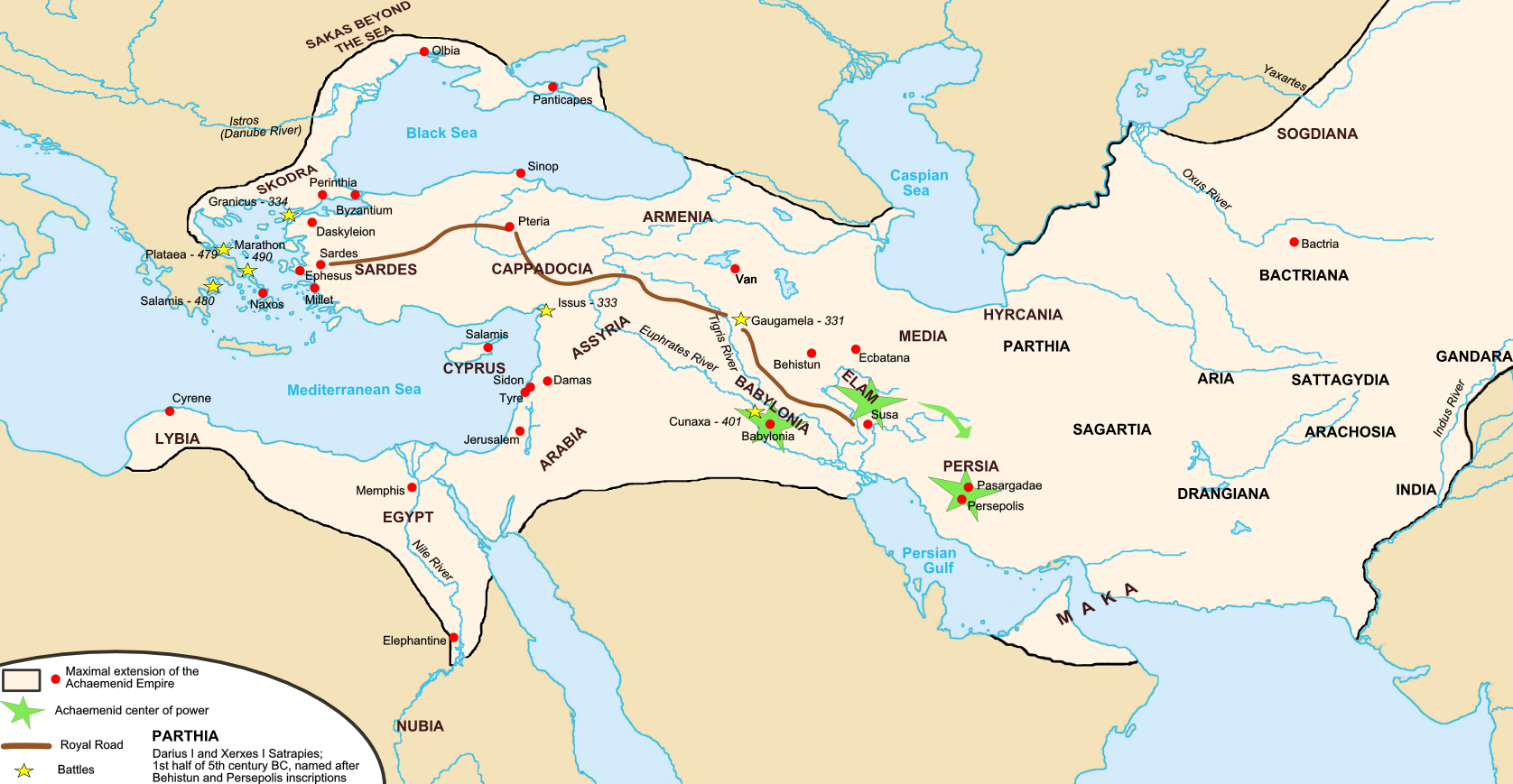
La Perse achéménide à son apogée.

L'Empire achéménide (559-330 av. J.-C.) a été le premier des empires perses à dominer la majeure partie du monde iranien actuel. À son apogée, il s'étendait sur trois continents et était le plus puissant des États de son époque. Il comprenait les territoires suivants : l'Afghanistan actuel et une partie du Pakistan, le Nord et l'Ouest de l'Asie Mineure, le Nord de la péninsule des Balkans (Thrace actuelle) et la presque totalité du pourtour de la mer Noire. À l'ouest et au sud-ouest il était également établi en Mésopotamie, au nord de l'Arabie saoudite, et au Levant, jusqu'en Égypte et Libye. Avec une superficie d'environ 7,5 millions de kilomètres carrés, il est le plus grand empire de l'Antiquité. De son temps, il avait une grande influence politique sur les pays limitrophes et atteint un niveau culturel et économique imposant, tel que l'a montré le développement de la ville de Persépolis.

#### Empire sassanide

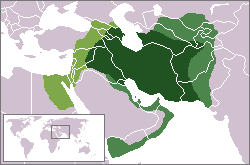
L'Empire sassanide à son apogée.

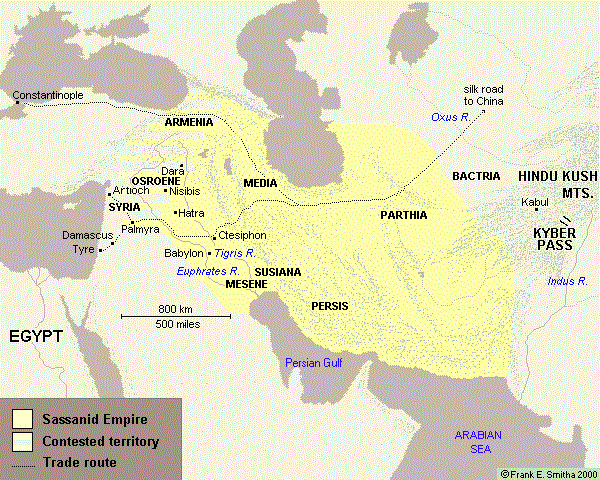
L'Empire sassanide durant la majeure partie de son existence.

L'empire sassanide est le nom utilisé pour qualifier la quatrième dynastie iranienne et le second Empire perse (226-651). L'empire s'étendait sur les territoires des pays actuels suivants : Iran, Irak, Afghanistan, Arménie, parties est de la Turquie, parties de la Syrie, Pakistan, Caucase, Asie centrale et Arabie. Durant le règne de Khosro II (590-628), l'Égypte, la Jordanie, la Palestine et le Liban furent aussi brièvement annexés à l'Empire. L'ère sassanide est considérée comme l'une des plus importantes et influentes périodes de l'histoire de l'Iran. L'empire sassanide fut le témoin de l'apogée de la civilisation perse et fut le dernier grand empire iranien avant la conquête musulmane et la conversion à l'islam.

### Afrique antique
Très peu d'empires et royaumes puissants ont émergé en Afrique dans les premiers siècles de l'Antiquité. Ils ont pourtant présenté un développement et une influence considérables, au-delà même des limites de leur continent. L'Égypte ancienne par exemple a dominé sur certaines périodes de vastes territoires du Proche-Orient, du pourtour méditerranéen ou de l'Afrique subsaharienne. Le royaume de Koush quant à lui, était situé plus au sud et s'est bâti une réputation fondée sur sa puissance militaire et sa santé économique. Les empires du Mali, 1er producteur d'or de l'ancien monde à son époque et surtout l'empire songhaï ont dominé l'Afrique de l'Ouest du XIIe siècle au XVIe siècle, ce dernier s'effondrant sous l'attaque du Maroc. Ce dernier a été une puissance dominante entre le XIe siècle, où il domina l'Espagne jusqu'à l'Ebre, jusqu'au fleuve Sénégal, après avoir abattu l'empire du Ghana. L'empire du Kanem-Bornou a duré 1 000 ans en dominant le Tchad et l'est du Niger et du Nigeria actuel.

#### Égypte antique

Extension maximum de l'Ancienne Égypte au

L'Ancienne Égypte fut l'une des premières civilisations mondiales, puisant ses sources dans le Croissant fertile, et plus particulièrement dans la vallée du Nil vers le IIIe millénaire av. J.-C.. Elle atteint le zénith de sa puissance durant le Nouvel Empire égyptien (établi de 1510 av. J.-C. à 1070 av. J.-C. sous le règne des grands pharaons tels que Thoutmôsis III et Ramsès II. Elle s'est étendue à cette époque jusqu'à la Nubie au sud et en partie au Proche-Orient à l'est. L'Égypte antique est un parfait exemple de nation qui utilisa à son époque le soft power dans le but de devenir une grande puissance. Elle fut l'une des premières nations à établir un système d'écriture et entreprendre des constructions d'envergure, à l'image des pyramides de Gizeh. Pourtant, les civilisations aux alentours finirent par développer leur puissance militaire au point de pouvoir traverser les frontières naturelles de l'Égypte. Celle-ci n'ayant que peu entretenu la sienne, elle ne fut pas en mesure de les repousser, raison pour laquelle vers le début du Ier millénaire av. J.-C. son influence en tant que civilisation indépendante s'affaiblit.

#### Royaume de Koush

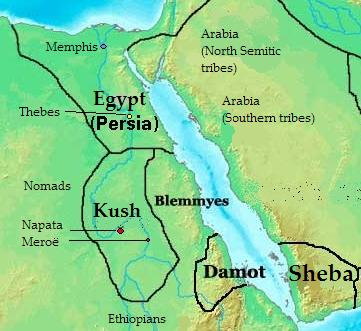
Le royaume de Kush en -400

Le royaume de Koush a été le premier des États subsahariens à utiliser des armes en métal. Il a été lourdement influencé par la colonisation égyptienne, avant de devenir en 1070 av. J.-C. non seulement un pays indépendant, mais également un rival pour l'Égypte antique. Il repoussa à plusieurs reprises les tentatives d'invasion de cette dernière, et commença à étendre son influence jusqu'en Haute-Égypte. À la fin du règne de Kachta en 752 av. J.-C., Thèbes était sous contrôle koushite. Ses successeurs s'emparèrent du reste de l'Égypte et régnèrent en tant que XXVe dynastie pharaonique sur un territoire qui s'étendait du centre du Soudan actuel à Israël. Le royaume de Koush ne tint pourtant que peu de temps car il fut attaqué puis défait par les Assyriens en 653 av. J.-C.
Pourtant, Koush garda son influence et son statut de puissance régionale. Il continua de se mêler des affaires égyptiennes et prit le contrôle des routes de commerce en provenance d'Afrique subsaharienne. Il engagea une campagne importante contre l'Empire romain de 27 à 22 av. J.-C. sous le règne d'Amanishakhéto, avant de signer une paix amicale avec le jeune empereur Auguste. Les deux États s'allièrent même par la suite lorsque Rome conquit Jérusalem en l'an 70 avec le soutien de cavaliers koushites. Le Royaume maintint son statut et son influence jusqu'à sa conquête par le royaume d'Aksoum en 350.

#### Carthage

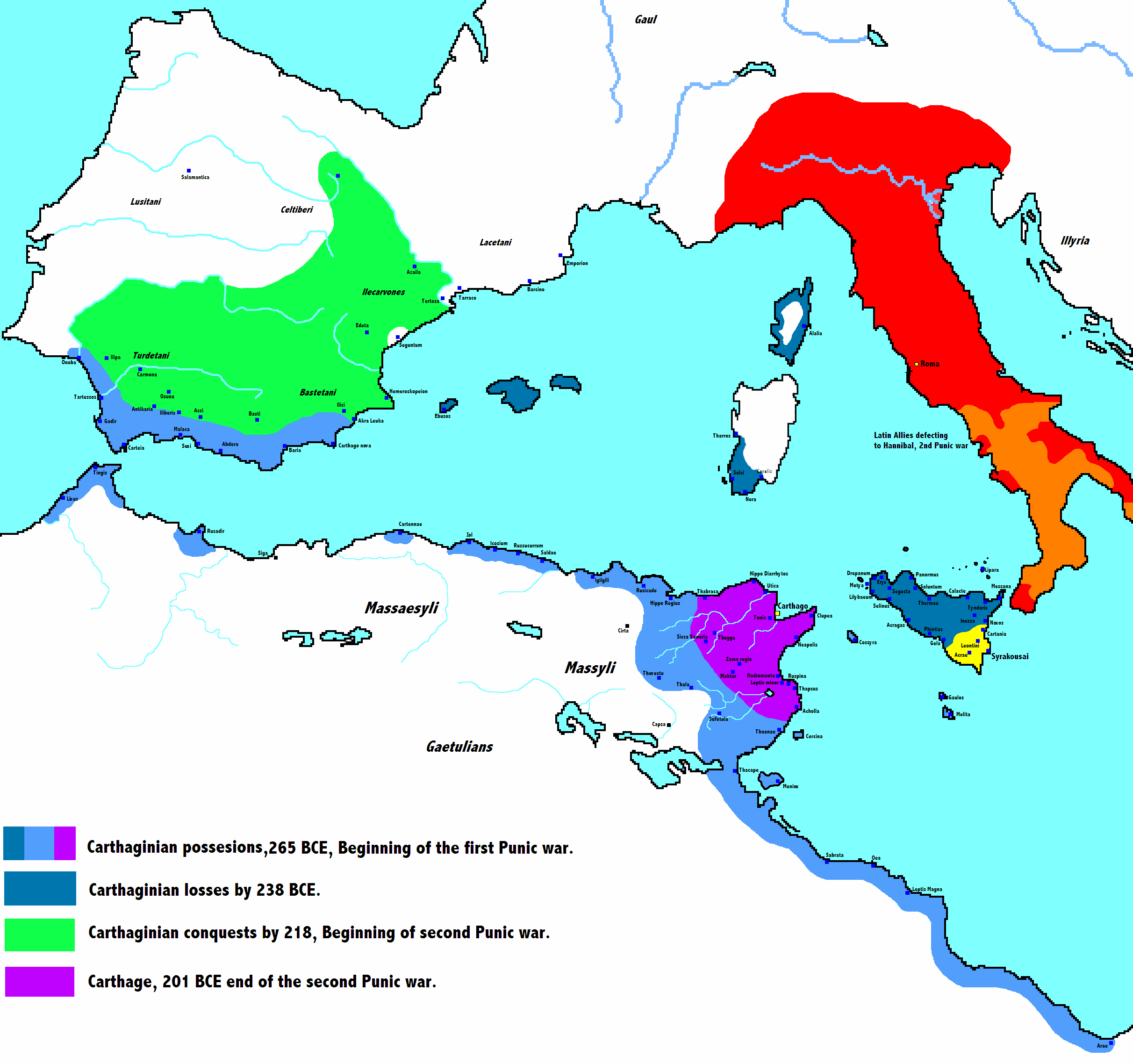
Les possessions carthaginoises au

Carthage fut l'une des puissances majeures de l'Ouest de la Méditerranée entre 575 et 272 av. J.-C. À l'origine simple colonie phénicienne, elle assuma son indépendance et étendit son influence sur toutes les autres colonies de la région lorsque Tyr fut prise par les Assyriens. Marchant sur les traces de son ancienne métropole, elle établit des comptoirs commerciaux et des colonies sur les littoraux nord-africains, ibériques ou italiens et travailla à devenir une puissance maritime.
Rome, puissance terrestre naissante, vit en l'essor de Carthage une menace et développa également une flotte conséquente dans le but de la contrer, ce qui mena aux trois guerres puniques. La dernière marqua la chute de Carthage qui tomba sous le contrôle de Rome, qui elle-même devint l'État le plus puissant de l'ouest de la Méditerranée.
L'empire d'Axoum
Cité au troisième siècle de notre ère par le prophète perse Mani comme l’un des quatre plus grands empires de son temps avec Rome, l’Inde et la Chine, l’empire antique d’Axoum (actuelles Éthiopie et Érythrée) n’en demeure pas moins relativement méconnu du public. Ce prestigieux état a pris le flambeau de grande puissance est-africaine après les chutes de l’Égypte pharaonique et du royaume de Kouch et s’est converti au christianisme avant l’Empire romain.
La fin de l'empire d'Aksoum est une période sombre sur laquelle on sait peu de choses jusqu’à l’ascension de la dynastie Zagoué au XIe ou XIIe siècle. Yekouno Amlak fonda la dynastie salomonide au XIIIe siècle, se disait descendant du dernier empereur d’Aksoum, Del Na'od.

### Civilisation grecque

#### Les Minoens
La civilisation minoenne fut une civilisation et thalassocratie importante qui s'est développée sur l'île de Crète, de Santorin et certaines des Cyclades de 2700 à 1200 av. J.-C.
Elle avait de l'influence dans toute la mer Égée. Tout porte à croire qu'elle était puissante, prospère et bénéficiant d'une économie et d'un commerce florissant. Les Minoens maîtrisaient, de façon avancée par rapport aux autres peuples, des techniques comme la navigation, l'irrigation et le génie civil.

#### Mycènes
La civilisation mycénienne est une civilisation égéenne de l’Helladique récent (fin de l'âge du bronze) s'étendant de 1550 à 1100 av. J.-C. environ, dont l'apogée se situe environ entre 1400 et 1200 av. J.-C. Elle se répand progressivement à partir du sud de la Grèce continentale sur le monde égéen dans son ensemble, qui connaît pour la première fois une certaine unité culturelle. Cette civilisation est notamment caractérisée par ses palais-forteresses, ses différents types de poterie peinte que l'on retrouve tout autour de la mer Égée, ainsi que son écriture, le Linéaire B, la plus ancienne écriture connue transcrivant du grec. Depuis son déchiffrement en 1952, la civilisation mycénienne est la seule civilisation égéenne pré-hellénique connue à la fois par des sources littéraires, des traces archéologiques et des documents épigraphiquesTreuil, Darcque, Poursat et Touchais 2008, p. 309..

#### Athènes

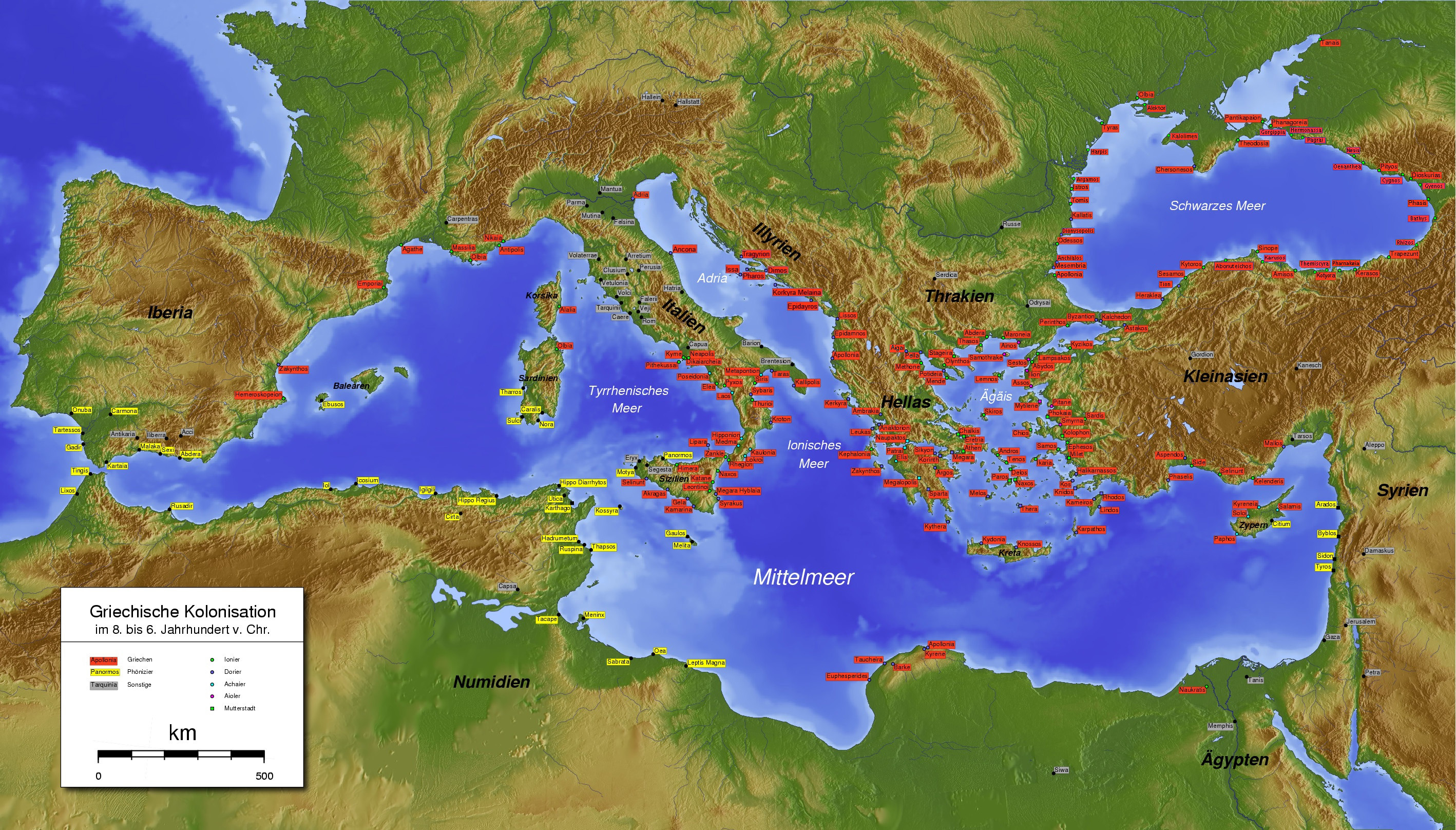
Les colonies grecques entre le VIIIe siècle et le VIe siècle av. J.-C.

L'empire athénien en -431

L'histoire de l'antique Athènes est l'une des plus longues de toutes les villes présentes en Europe et dans le monde. Elle a été continuellement habitée depuis au moins 3 000 ans. Elle devint la ville principale de la Grèce antique au Ier millénaire av. J.-C.. Son développement culturel au Ve siècle av. J.-C. posa les fondations de la future civilisation occidentale. Durant le Moyen Âge, Athènes subit un certain déclin et s'intégra entièrement à l'Empire byzantin. Elle fut relativement prospère durant les Croisades, profitant du commerce italien.
Le Ve siècle av. J.-C. marqua le zénith de la puissance athénienne puisqu'elle fut le centre culturel en ce qui concernait la littérature, la philosophie (voir Philosophie grecque) et les arts (voir Théâtre grec antique). Certaines des plus importantes figures de la culture occidentale et de l'histoire intellectuelle vécurent à Athènes durant cette période : les tragiques Eschyle, Aristophane, Euripide et Sophocle, ainsi que les philosophes Aristote, Platon et Socrate.

#### Corinthe
Corinthe fut une importante cité grecque de par sa localisation exceptionnelle, entre la Grèce continentale et le Péloponnèse, ainsi que les mers Égée et Ionienne. C’est ce qui explique pourquoi la cité s’imposa comme une puissance à la fois terrestre et maritime. De plus, ses sols remplis d’argiles lui permettront de bénéficier d’un colossale richesse.
La ville sera finalement pillée et ravagée par l’Empire romain des années après sa défaite face à la Macédoine.

#### Sparte

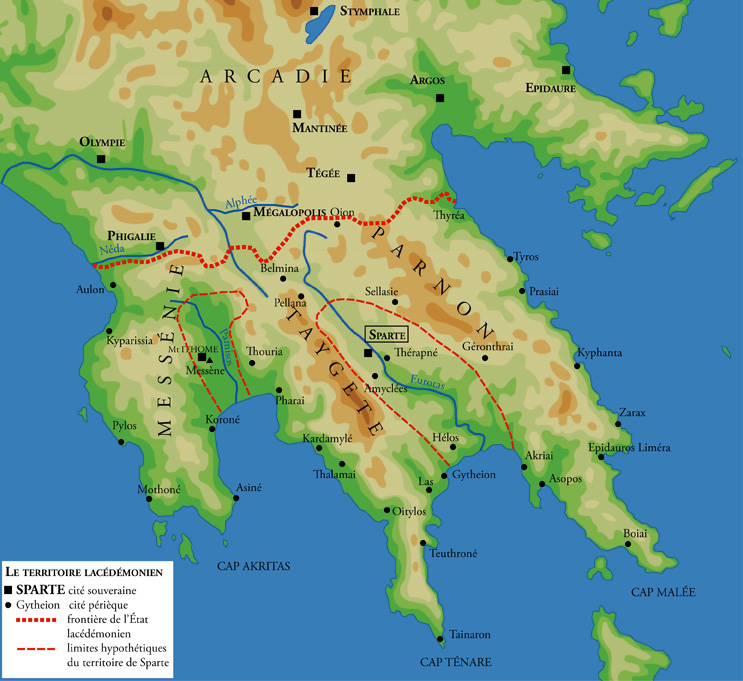
Sparte à son apogée.

Dans l'Antiquité Sparte (ou Lacédémone) était un État militaire dorien, à l'origine centré en Laconie. En tant que cité-État entièrement consacrée à l'entraînement militaire, Sparte possédait la plus puissante armée du monde grec, et après avoir accompli des victoires notables contre les Athéniens durant la guerre du Péloponnèse et les Perses durant les guerres médiques, elle se considéra comme le protecteur naturel de la Grèce.
À la suite des victoires lors des guerres de Messénie (-631), la réputation de l'armée spartiate était sans égale. En 480 av. J.-C. Léonidas Ier entra dans la légende en tentant de contrer l'armée perse, forte de quelques centaines de milliers d'hommes, avec 1700 soldats à la bataille des Thermopyles. Un an plus tard, Sparte rassembla une armée formée par l'alliance de nombreuses cités grecques et défit la Perse à la bataille de Platées en 479 av. J.-C. La victoire décisive des Grecs mit alors fin aux guerres médiques et aux ambitions perses sur l'Europe. Bien que cette réussite fût grecque, c'est la seule ville de Sparte qui en fut créditée, puisqu'elle fut présente à toutes les batailles importantes et eut le statut de leader de l'expédition grecque.
Plus tard, Sparte, Athènes, Thèbes et la Perse se battirent à de nombreuses reprises pour imposer leur suprématie sur le sous-continent grec. À la suite de la guerre du Péloponnèse, Sparte devint également une puissance navale au cours de laquelle elle défit la puissante flotte athénienne. Elle s'empara par la suite des cités grecques les plus influentes et dès lors, au Ve siècle av. J.-C. débuta l'hégémonie spartiate.

#### Syracuse
Syracuse fut la cité grecque la plus puissante de Sicile durant l’Antiquité. La cité connaîtra une longue période de prospérité (-570 à -263) avant de devenir le théâtre de plusieurs guerres.
C’est notamment le tyran Gélon qui y remportera une victoire face à Carthage. Par la suite, la cité s’imposera comme une puissance jusqu’en Italie méridionale et repoussera les Athéniens, les Spartiates et les Carthaginois. Syracuse deviendra alors une puissance maritime et ira jusqu’à assiéger Carthage.
C’est la rupture soudaine de sa récente alliance à Rome qui lui vaudra sa chute, car les Romains envahiront la ville très rapidement après (en -211, et Archimède mourra pendant le siège.
On se souvient aujourd’hui de Syracuse comme une importante cité militaire et mécène qui compta certains des plus grands philosophes de l’Antiquité.

#### Thèbes
Thèbes fut une cité s’illustrant à plusieurs reprises à travers l’histoire de la Grèce antique pour différentes raisons.
Tout d’abord, la cité fut à la tête de la confédération des dix cités béotiennes. Si pendant de longues années elle fut soutenue par Athènes, la soumission de la cité grecque face aux Perses lui vaudra un massacre de ses dirigeants ainsi qu’un régime oligarchique surveillé de très près par Sparte. Si les Athéniens y apportèrent la démocratie durant quelques années, très vite les partisans de Sparte reprirent le pouvoir.
Par la suite, Thèbes enchaînera les défaites, face aux Athéniens, puis aux Macédoniens et enfin face aux Romains. La ville sera ainsi reconstruite un bon nombre de fois. Finalement, sous l’Empire byzantin, la ville redeviendra très prospère jusqu’aux invasions des Vikings.

#### Empire macédonien

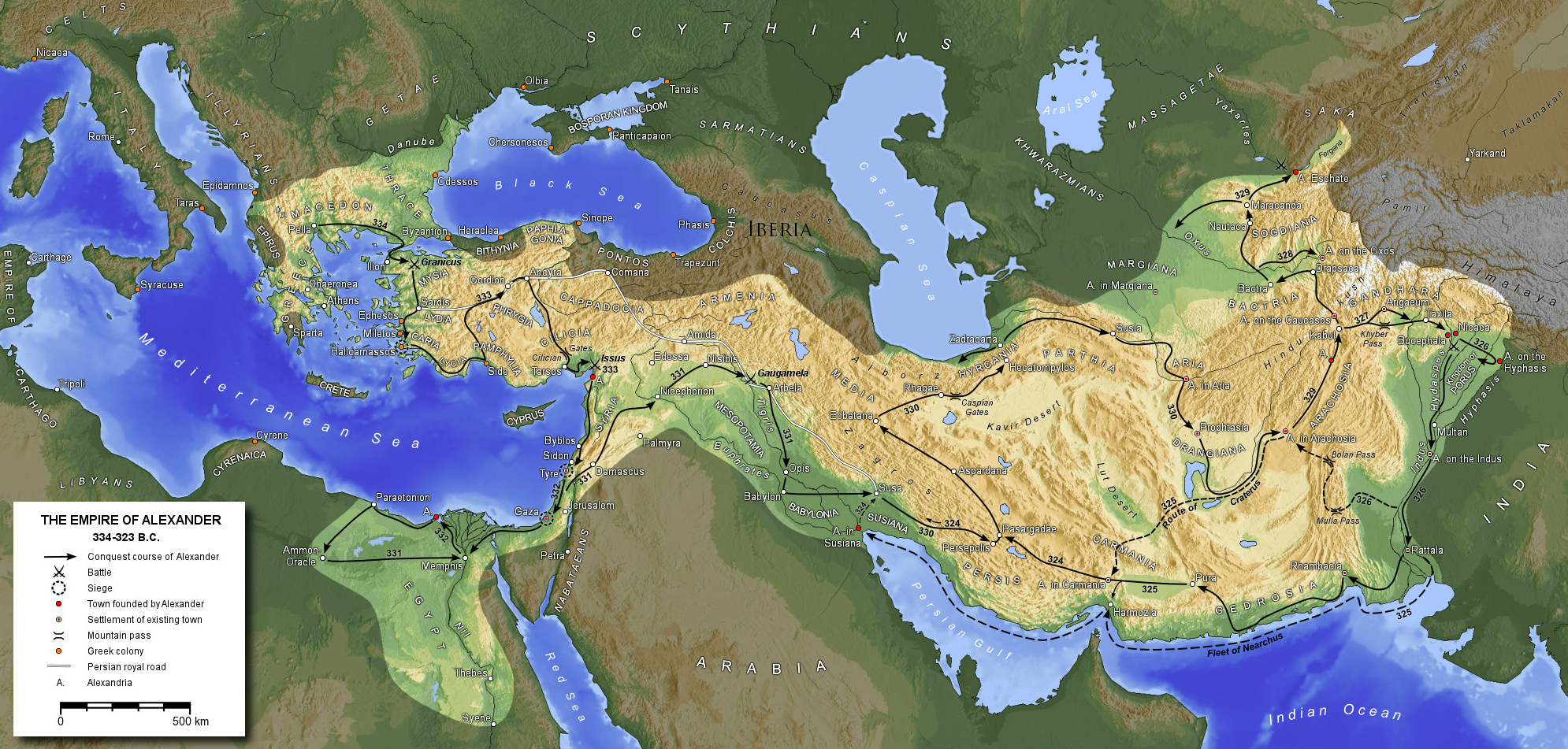
Territoire sous contrôle macédonien à la mort d'Alexandre le Grand.

La Macédoine était le nom d'un ancien royaume situé à l'extrême nord de la Grèce antique, frontalier de l'Épire à l'ouest et de la Thrace à l'est. Elle devint sur une période brève la première puissance du monde, sous le règne d'Alexandre le Grand lorsque celui-ci conquit entièrement l'Empire achéménide en plus de la majeure partie de la Grèce. Dès lors commença l'époque hellénistique.

#### Empire séleucide

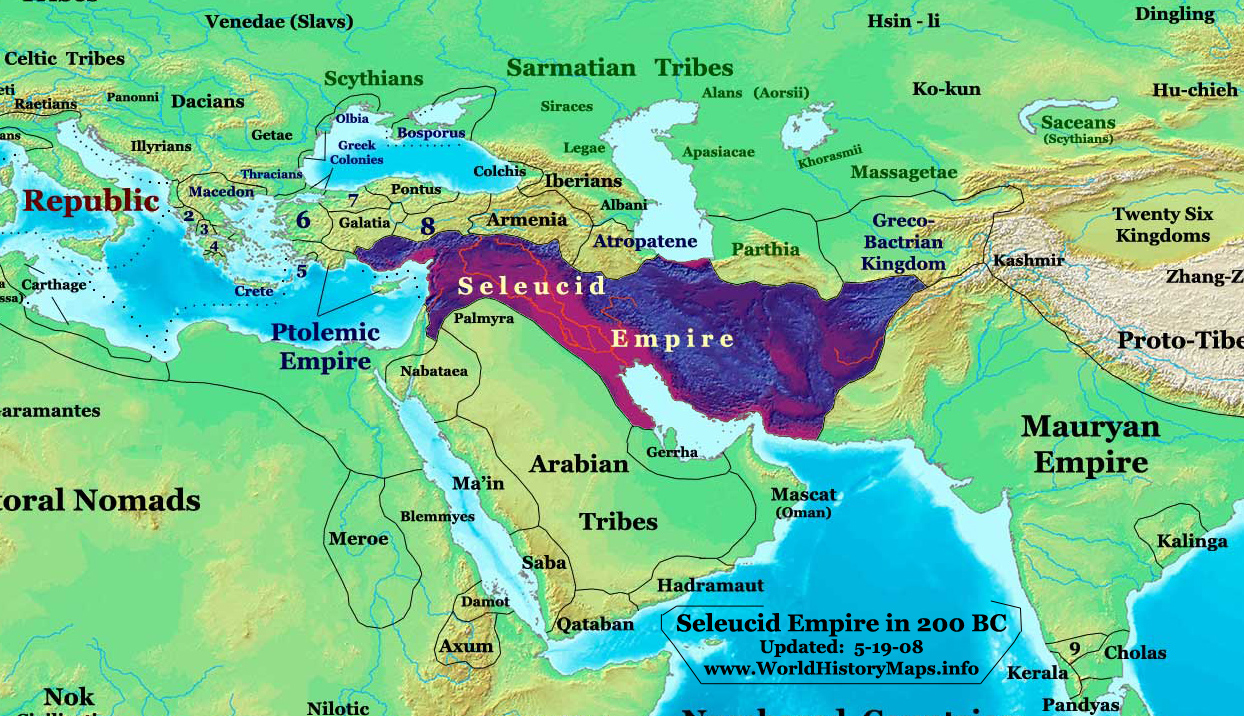
L'empire séleucide en -200

### Civilisation hellénistique

#### Lagides
Le Royaume lagide, plus couramment appelés  Égypte Ptolémaïque, est le nom donné au royaume d’Égypte sous le règne des Ptolémées, les descendants du grand général Ptolémée. De tous les royaumes hellénistiques, le Royaume lagide est sans aucun doute le plus puissant de tous.
Le Royaume lagide sera notamment connu pour sa puissante capitale, Alexandrie, où il fondera la Grande Bibliothèque ou le Grand Phare. Le royaume deviendra vite une importante thalassocratie, et ne trouvera comme seul rival l’Empire Seleucid, qu’il vaincra lors des « Guerres de Syrie ». Le déclin du Royaume lagides se jouera sur un hasard qui lui sera fatal. En effet, la dernière reine d’Égypte ptolémaïque, la grande Cléopâtre, s’alliera au général romain Marc-Antoine, ayant de grandes chances de devenir le premier Empereur Romain, face au général Octave, ayant lui aussi des chances de le devenir. Les armées de Marc-Antoine sont bien plus important que celles d’Octave, mais la bataille, se jouant sur la mer, verra les navires de Marc-Antoine immobilisés: la mer n’était pas assez profonde. À la suite de cette défaite écrasante, Octave marchera sur Alexandrie, et Marc-Antoine et Cléopâtre se suicideront.

### Empire romain

L'Empire romain à son apogée sous Trajan.

L'Empire romain est connu pour avoir été la plus large et la plus puissante civilisation d'Europe relativement à son époque. Après les guerres puniques, il était déjà le plus grand empire de la planète mais continua son expansion avec l'annexion de la Grèce et de l'Asie mineure. En 27 av. J.-C. Rome contrôlait la moitié de l'Europe ainsi que l'Afrique du Nord et une large partie du Moyen-Orient. Seule la Chine des Han pouvait prétendre rivaliser de puissance avec elle. Rome avait également un développement culturel poussé, notamment en matière d'architecture, inspiré de la civilisation grecque.
Depuis l'avènement d'Auguste jusqu'à la chute de l'Empire romain d'Occident, Rome domina la moitié de l'Eurasie et su s'imposer à ses différentes populations. Son expansion débuta bien avant la chute de la République et atteint son zénith sous l'empereur Trajan avec la conquête de la Dacie en l'an 106. À cette date, l'Empire romain s'étendait sur approximativement 5 900 000 km2 de terres émergées. Son influence sur la culture, la législation, la technologie, les arts, les langues, les religions et l'architecture de la civilisation occidentale est encore visible de nos jours.

### Asie

#### Empire Maurya
L'Empire Maurya fut la première entité politique à unifier la majeure partie du sous-continent indien et à s'étendre en Asie centrale et au Moyen-Orient. Son soft power toucha la Perse ou la Grèce du fait de ses victoires militaires dans ces régions. Son influence culturelle s'étendit également de la Syrie et de l'Égypte à la Thaïlande, la Chine et le Myanmar. L'Empire fut fondé en 322 av. J.-C. par Chandragupta Maurya. Celui-ci engagea une guerre victorieuse contre les possessions grecques voisines issues des conquêtes d'Alexandre le Grand, et obtint rapidement de larges portions de territoires compte tenu du morcellement de l'Empire macédonien à la mort d'Alexandre. Sous le règne d'Ashoka le Grand, l'empire devint pacifiste et échangea son soft power avec une forme nouvelle de Bouddhisme.
Il a été estimé que la dynastie Maurya contrôla environ un tiers de l'économie mondiale et de la population mondiale (estimée alors à 150 millions d'individus), ainsi que la plus grande ville du monde, Pataliputra, aussi large qu'était Rome sous Trajan. Selon Mégasthène, son armée était composée de plus de 600 000 soldats, 30 000 cavaliers et 9 000 éléphants de guerre. Le seul empire comparable à l'époque fut celui de la dynastie Han, en Chine.

#### Chine

##### Dynastie Qin
La dynastie Qin est celle située entre la dynastie Zhou et la dynastie Han en Chine. L'unification du pays s'est faite en 221 av. J.-C. sous Qin Shi qui en devient le premier empereur. L'empire chinois subsistera jusqu'en 1912, date de la chute de la dynastie Qing et de la proclamation de la République. Les Qin ont laissé en héritage un État centralisé et bureaucratique qui traversa les âges.

##### Dynastie Han

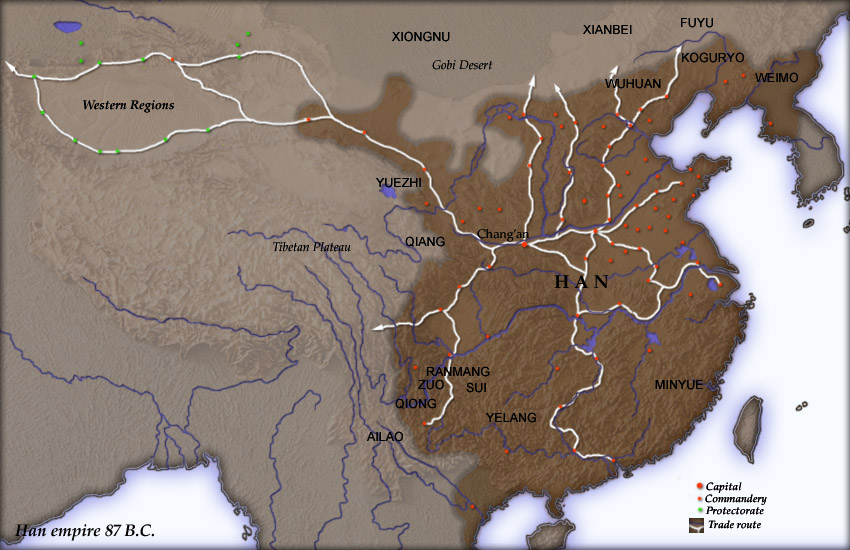
La Chine sous contrôle Han en 87.

Sous la dynastie Han (206 av. J.-C.-220), il est communément considéré que la Chine accéda à la période la plus faste de son histoire. À son apogée, l'empire Han s'étendait sur plus de 6 millions de km² et comprenait une population de plus de 55 millions d'âmes. Durant cette même période, la Chine étendit son influence politique et culturelle jusqu'à la Corée, le Japon, la Mongolie le Viêt Nam et l'Asie centrale avant de finalement s'effondrer sous le poids combiné des pressions étrangères et internes. Sous le règne de l'empereur Wu, la Chine était l'État le plus puissant et le plus large du monde.

#### Empire inca

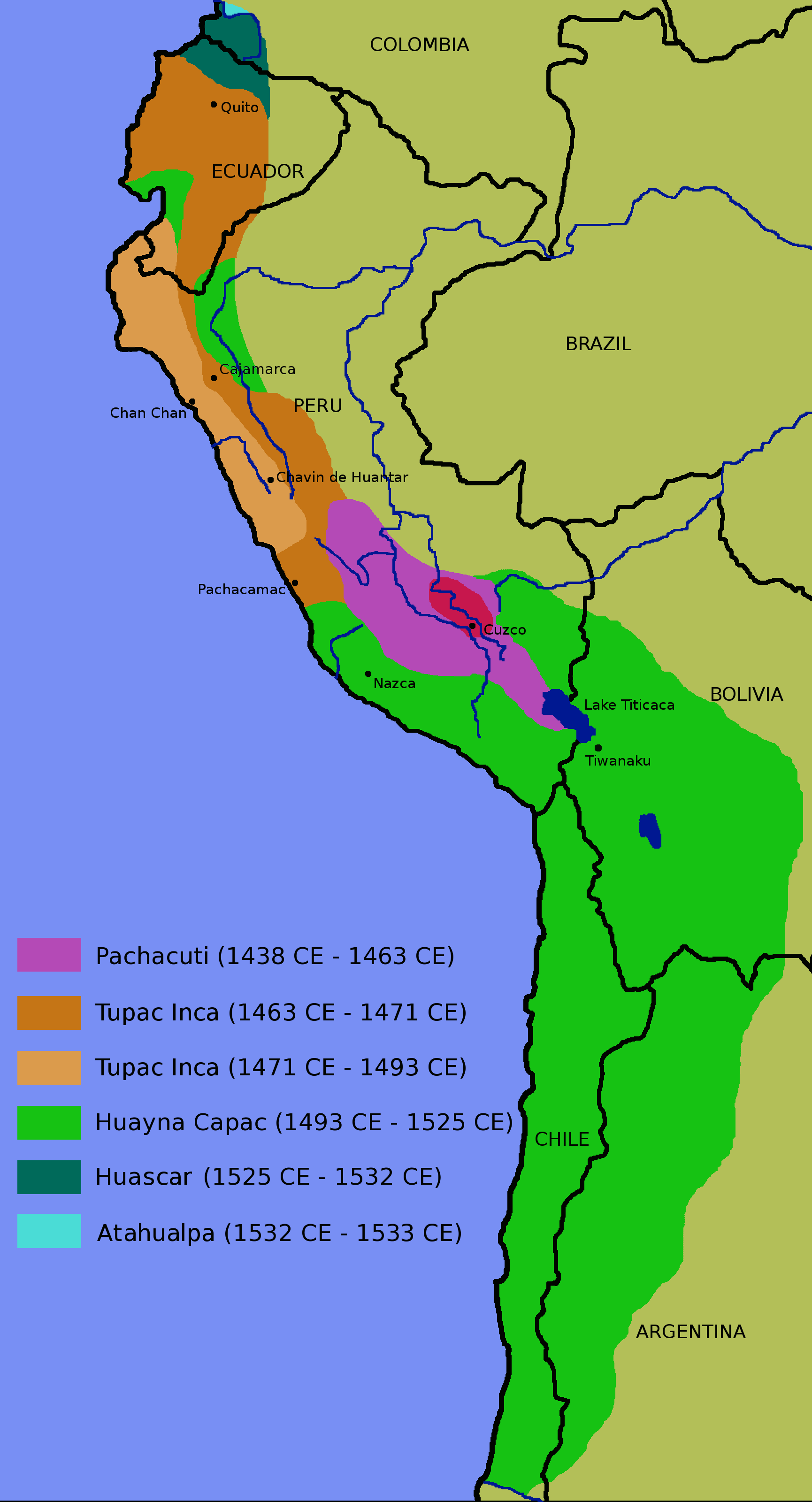
L'expansion inca entre 1438 et 1527.

## Puissances du Moyen Âge

### Europe occidentale et nordique

#### Empire carolingien et royaumes francs (481-843)

L'expansion carolingienne et les royaumes francs de 481 à 870.

Les Francs furent unifiés pour la première fois par Clovis à la fin du Ve siècle. En 732 ils défirent les Arabes à Poitiers, mettant un terme à leur invasion de l'Europe occidentale. Durant le règne de Charlemagne (proclamé empereur par le pape en 800), il atteint son apogée, égalant presque l'étendue territoriale de l'Empire romain d'Occident. S'ensuivit une christianisation des peuples païens conquis. Ce fut une période de renouveau culturel connu sous le nom de renaissance carolingienne qui compris d'importantes réformes concernant l'éducation et l'écriture. L'empire carolingien se désintégra en trois parties après la mort de Louis le Pieux dont chacun de ses fils héritèrent d'une partie, comme il était alors de coutume, à la suite du traité de Verdun en 843.

#### Dynastie des Capétiens (987-1328)
En 987, Hugues Capet est élu roi des Francs. En 1137 Louis VII parvient au trône et épouse Aliénor d'Aquitaine consolidant ainsi le royaume de France. Cependant leur divorce et le remariage d'Aliénor à Henri Plantagenêt en 1152 et l'accession au trône d'Angleterre de celui-ci en 1154 mettra fin à l'hégémonie des Capétiens.
L'avènement de Philippe Auguste en 1180 permettra la reconquête d'une grande partie de la France sur le dos des Plantagenêt. En 1259, Louis IX signe le traité de Paris qui mettra fin au conflit séculaire entre les Plantagenêt et les Capétiens.
Philippe le Bel régna de 1285 à 1314, il est retenu pour sa condamnation des Templiers qui aurait attirée une malédiction sur les Capétiens qui s'éteignirent en 1328 après les morts successives des fils de Philippe le Bel.

#### Empire Plantagenêt (1154-1485)

Expansion de l'empire Plantagenêt de 1144 à 1166.

L'Empire Plantagenêt fut un conglomérat d'États rassemblés sous l'autorité de la dynastie des Plantagenêt. En plus des royaumes d'Angleterre et de Jérusalem et de la Seigneurie d'Irlande, il comprenait le duché de Normandie, le duché d'Aquitaine, le duché de Vasconie et d'autres territoires français, et contrôlait par conséquent une bonne moitié de la France actuelle, s'étendant des Pyrénées à la Manche du XIIe siècle au XVe siècle.
L'Empire fut créé lorsqu'Henri II Plantagenêt fut couronné roi d'Angleterre. Les premiers membres de la dynastie s'établirent pourtant à Poitiers, capitale d'Aquitaine où ils avaient leurs racines. Le centre politique de l'Empire fut déplacé en Angleterre avec Jean sans terre, du fait de la perte de la majeure partie des territoires continentaux passés sous contrôle de la couronne de France.
Le déclin débute avec la défaite contre le capétien Philippe II, qui sépare l'Empire en deux à la suite de la perte des provinces de d'Anjou et de Normandie. Cette défaite, qui ne laisse aux Plantagenêt que le duché de Gascogne en France, met en place les circonstances qui mèneront à la guerre de Cent Ans quelques années plus tard. Celle-ci se soldera par un nouvel échec anglais, ne laissant aux Plantagenêt que l'enclave de Calais, mettant ainsi fin à l'Empire.

#### Union de Kalmar (1397-1523)

L'union de Kalmar vers 1500.

L'union de Kalmar était une union personnelle qui regroupait les trois royaumes de la Scandinavie : le Danemark, la Suède et la Norvège. Il est parfois considéré qu'elle fut créée en réaction à l'autorité grandissante en Europe du Nord de la Ligue hanséatique et de l'ordre Teutonique. Elle fut créée en 1397 à la suite de la diète de Kalmar. Copenhague en est devenue par la suite la capitale, permettant l'arrivée à la tête de l'union de Kalmar des régents danois parmi lesquels Marguerite Ire de Danemark, ce qui sera plus tard la cause de sévères tensions entre la Suède et le Danemark, aboutissant à la sécession du premier et la création du royaume du Danemark et de Norvège.
L'union de Kalmar était l'entité la plus étendue d'Europe aux environs du XVe siècle. Le dernier roi de l'Union,
Christian II de Danemark, popularisé sous le nom de Christian le Tyran en Suède, ordonna avec le soutien de la noblesse suédoise le bain de sang de Stockholm en 1520, trois jours après son couronnement à la tête du pays, qui achevait alors la reconquête du pays sécessionniste. À la suite de ces événements, le noble suédois Gustave Vasa prit la tête de la rébellion, étant notamment soutenu par les influents mineurs de la région de Dalécarlie et obtint l'indépendance définitive en 1523. Il créa par la suite la première dynastie royale de Suède.

### Europe méditerranéenne

#### Royaume d'Aragon

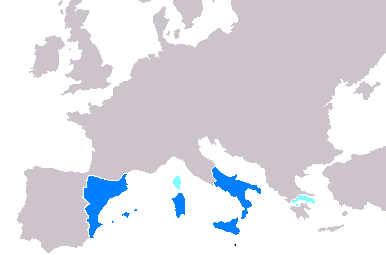
L'Empire aragonais.

La Couronne d'Aragon fut avant tout une puissance maritime du Moyen Âge tardif qui contrôla le nord-est de l'Espagne et le sud-est de l'Italie actuelles, ainsi que certains territoires à travers toute la mer Méditerranée, en Grèce notamment. Elle fut établie en 1137, lorsque le royaume d'Aragon et le comté de Barcelone unifièrent leurs dynasties. En 1479 la Couronne d'Aragon s'unit de la même façon à celle de Castille, marquant les prémices du futur Empire espagnol. La Couronne d'Aragon persista jusqu'en 1716, année où elle fut abolie par les décrets de Nueva Planta à la suite de sa défaite lors de la guerre de Succession d'Espagne.

#### Royaume de Castille

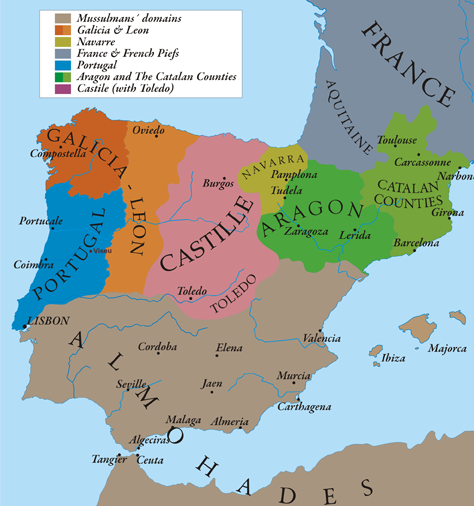
La Castille (rouge) en 1210.

Le royaume de Castille était une entité politique médiévale de la péninsule Ibérique. Il obtint son indépendance au IXe siècle sous le nom de comté de Castille, puis devint suzerain du royaume de León avant que celui-ci ne lui soit définitivement incorporé. La Castille fut plus tard intégrée au royaume d'Espagne.

#### République de Gênes

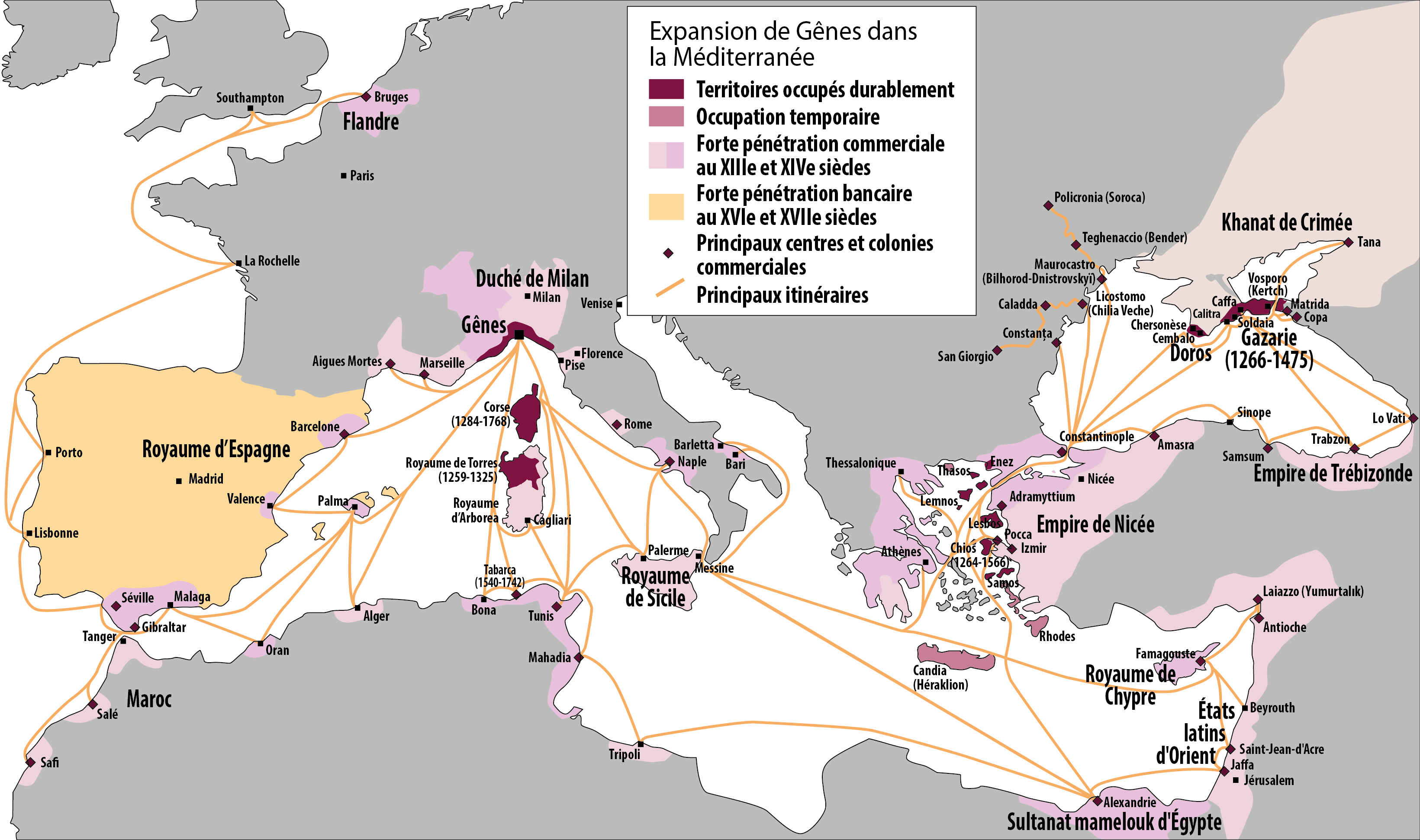
La république de Gênes, ses colonies, et ses voies commerciales.

La république de Gênes était une thalassocratie marchande, ayant établi un certain nombre de comptoirs et de colonies en mer Méditerranée et en mer Noire. Il s'agissait d'une grande puissance économique et navale du Moyen Âge.

#### États pontificaux

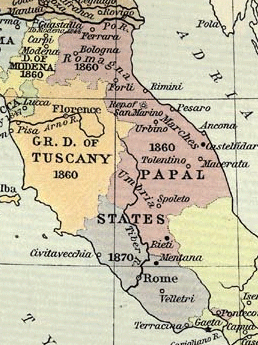
Les États pontificaux en 1870.

Les États pontificaux sont une théocratie dont la capitale est située à Rome, également capitale de l'Italie actuelle. À ce titre, c'est donc le chef spirituel, en l'occurrence le Pape, qui en est à la tête. Ils resteront indépendants durant la majeure partie de la période allant de 752 (date de leur création) à 1900, date à laquelle Léon XIII les dissout officiellement. C'est sur les bases des États pontificaux que sera créé le Vatican à la suite des accords du Latran en 1929.

#### République de Venise
La république de Venise domina la Méditerranée orientale vers la fin du Moyen Âge, avec son apogée au XIVe siècle. Elle était la place tournante des échanges commerciaux avec l'Orient grâce à ses possessions comme la Crète, les îles Ioniennes et des comptoirs commerciaux en mer Noire et sur les côtes grecques, turques et syriennes. Les échanges consistaient surtout en produits de luxe comme la soie de Chine et les épices d'Inde contre du verre ou des armes. La Sérénissime était en concurrence permanente avec Gênes pour le contrôle de ces possessions. Venise était au XIIIe siècle, avec plus de 100 000 habitants, l'une des plus grandes villes d'Europe et la moitié du commerce européen passait par ses ports. Mais la chute de l'Empire Byzantin en 1453 entraîna de nombreuses luttes avec les Turcs qui épuisèrent la République. De plus, la découverte du cap de Bonne-Espérance changea les routes commerciales, entraînant le déclin de la ville. Bien que Venise s'agrandit en Terra Ferma, la ville perdit son indépendance le 12 mai 1797 devant les troupes de Napoléon qui céda la région à l'Autriche.

### Europe centrale et orientale

#### Bulgarie
En 681 les Bulgares établirent un État puissant ayant joué un rôle militaire et culturel majeur dans l'Europe médiévale. La Bulgarie défit définitivement les Arabes à la bataille de Constantinople (718) et en stoppèrent l'invasion au sud-est du continent. Ils arrêtèrent également les migrations barbares (Petchenègues, Magyars, Khazars) de l'est. Ils mirent fin à l'empire avar en 806. Avec l'adoption du christianisme et l'invention de l'alphabet cyrillique, l'empire bulgare devint le centre culturel et spirituel de tout le monde slave. Le patriarcat de Bulgarie devint la première Église d'Europe après son indépendance en 927. L'empire bulgare atteint son apogée au début du Xe siècle, s'étendant de la mer Noire à la Bosnie actuelle.

#### Empire byzantin

L'Empire byzantin lors de l'apogée de son expansion territoriale vers 550. Les territoires en violet sont ceux qui furent reconquis par Justinien Ier.

L'empire byzantin (330-1453) est l'entité qui se substitua à l'Empire romain d'Orient au début du Moyen Âge et qui survécut plus de 1 000 années à l'Empire romain d'Occident, tentant même de reconquérir la majeure partie des anciens territoires de ce dernier. L'héritage culturel de la Rome antique s'y maintint et donna plus tard naissance à la Renaissance italienne après la chute de Constantinople en 1453, prise par les Turcs ottomans.
Les Byzantins ont été les seuls Européens capables de produire de la soie fine, qui fut une importante source de profits du fait de son commerce. Byzance fut une puissance militaire majeure, possédant une armée immense et une flotte bien équipée, et un centre culturel et religieux mondial. Elle fut le bastion de l'Église orthodoxe et elle influença par conséquent de nombreux pays de l'est de l'Europe. L'Empire byzantin se retrouva confronté aux Arabes au sud, aux Bulgares au nord et aux Croisés, qui pillèrent Byzance en 1204. L'État fut restauré en 1261, mais il ne retrouva jamais sa puissance d'antan.

#### Pologne

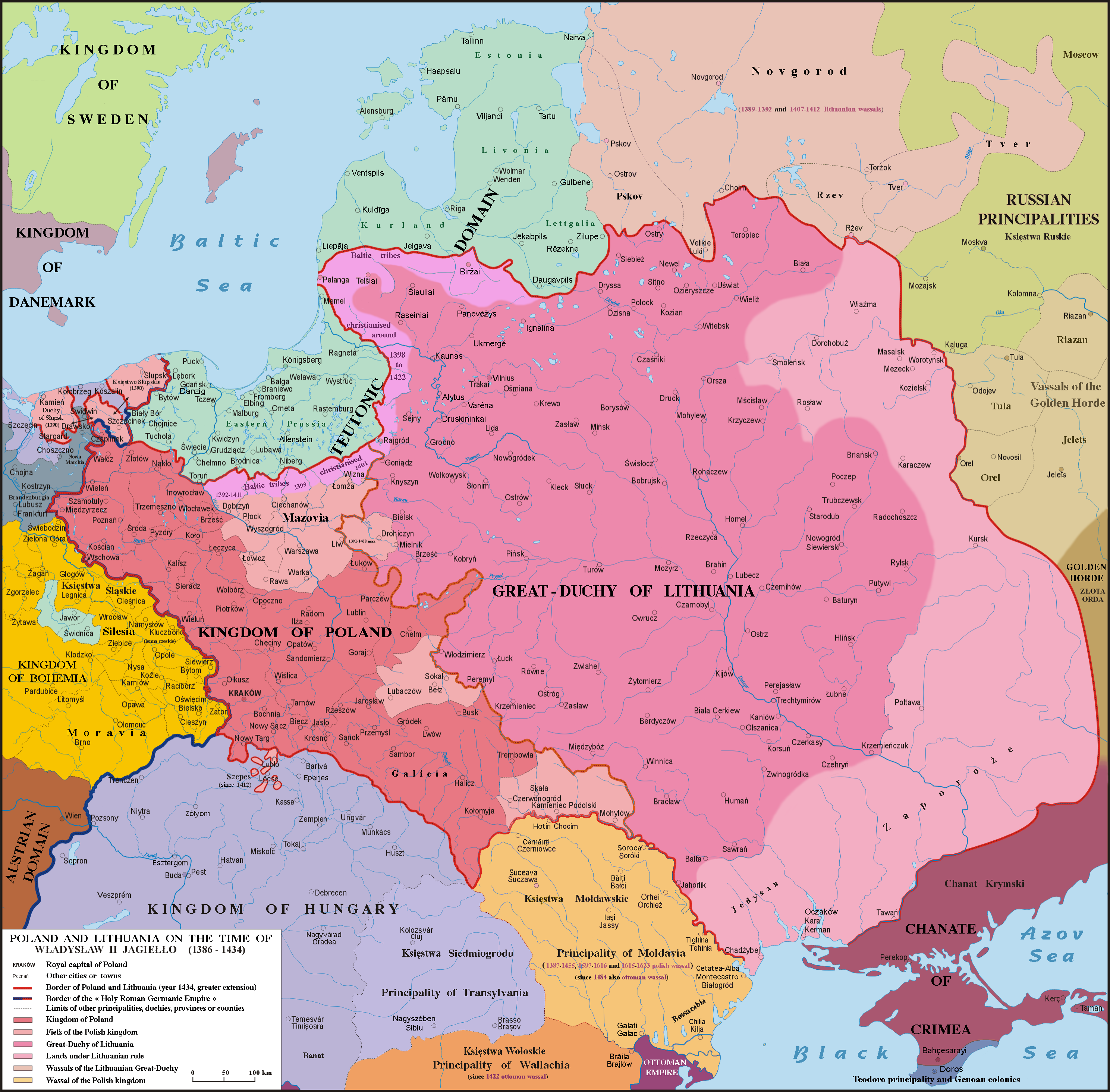
L'union de Pologne-Lituanie en 1386.

La Pologne s'impose comme une puissance de l'Europe médiane sous le règne de son premier roi, Boleslas Ier de Pologne (dit « le Vaillant »), qui soumet ses voisins et élargit les frontières du pays. Après une période de repli (1138-1333), l'union avec la Lituanie en fait le pays le plus vaste d'Europe.

#### Bohême
Partie du Saint-Empire romain germanique, la Bohême en était néanmoins le seul État à être un royaume. Expansionniste, la Bohême envahira les territoires correspondant à l'actuelle Autriche sous Ottokar II de Bohême, et soumettra brièvement la Pologne à la vassalité sous le règne de Ladislas Ier de Pologne. Le royaume de Bohême sera annexé à l'Autriche en 1526.

#### Saint-Empire romain germanique (962-1806)

Le Saint-Empire romain germanique à son apogée.

À cheval sur le Moyen Âge et l'époque moderne, le Saint-Empire fut un conglomérat de différents territoires recouvrant une grande partie de l'Europe centrale. Se voulant héritier de l'Empire carolingien, il fut constitué en 962 avec le couronnement d'Otton Ier. À la fin de l'époque carolingienne, le Saint-Empire comprenait des territoires tels que l'Autriche, l'Allemagne, la Suisse, la Tchéquie ou encore les Pays-Bas actuels. Les Ottoniens parvinrent à tisser un réseau très fiable pour diriger l'Empire, réseau qui reposait alors sur l'Église catholique romaine. La sacralisation de l'Empereur s'amplifia progressivement et son rôle s'accrut jusqu'à nommer le pape et les évêques. Ce système connut son apogée sous le règne d'Henri III mais c'est précisément cette mainmise sur la nomination des évêques qui déclencha la querelle des Investitures.
Au début du XIIIe siècle, on vit s'affaiblir le pouvoir central au profit des princes territoriaux et en particulier des princes-électeurs lors de l'élection du roi. Il fallut alors codifier cette élection, ce qui fut fait en 1356 par la Bulle d'or. Le roi devint roi par élection et non plus par l'acte sacré du couronnement, on assista à une sécularisation du pouvoir. Avec l'arrivée des Habsbourg au pouvoir au début du XVe siècle, l'Empire connut un mouvement de réforme symbolisé entre autres par la création de la Diète d'Empire. Cependant, la réforme religieuse déclenchée par Martin Luther eut raison de l'Empire. Après la guerre de Trente Ans à laquelle participèrent de nombreux pays européens, l'Empire a vu sa puissance décliner au profit des pouvoirs territoriaux. Il se bloqua dans ses institutions qu'aucun ne parvint à réformer.
Avec la montée en puissance de territoires comme la Prusse ou l'Autriche, l'Empire perdit encore davantage en souveraineté, les territoires agissant pour leur propre compte. À partir du milieu du XVIIIe siècle, il ne put plus protéger ses membres de la politique d'expansion des puissances intérieures et extérieures. Ce fut l'une des causes de son effondrement. Les conquêtes napoléoniennes démontrèrent la faiblesse du Saint-Empire, devenu un ensemble figé et creux composés de territoires pour la plupart non viables. Avec le recès de la Diète d'Empire de 1803, Napoléon rationalisa la carte du Saint-Empire puis en 1806, par la création de l'éphémère confédération du Rhin, il disparut le 6 août 1806.

#### Empire ottoman
L’Empire ottoman est un des plus grands empires que l'histoire ait connu. Son histoire débute en 1299 pour prendre fin en 1923 (soit presque 624 ans) s'étendant du Moyen Âge à la période moderne. Fondé par un clan turcique oghouze en Anatolie occidentale, l'Empire ottoman s'étendait au faîte de sa puissance sur trois continents : toute l'Anatolie, le haut-plateau arménien, les Balkans, le pourtour de la mer Noire, la Syrie, la Palestine, la Mésopotamie, les côtes de la Mer Rouge notamment celle de la péninsule Arabique et l'Afrique du Nord (à l'exception du Maroc et du Sahara algérien).

L'année 1299 marque le commencement de l'Empire Ottoman et le début de la constitution de la première armée ottomane. Osman Ier, alors le premier sultan de l'empire, conquiert la ville byzantine de Mocadène, aujourd'hui Bilecik en Turquie. Ses successeurs continuent sa politique d'expansion, l'âge d'or débutant avec la chute de Constantinople en 1453 sous le commandement du sultan Mehmed II dit « le Conquérant ». Au XVIe siècle, sous le règne de Soliman le Magnifique, les armées ottomanes parviennent jusqu’à Vienne en 1529 et 1532, dont elles font le siège en vain. Cette avancée marque la limite de l’expansion de l'Empire en Occident. 

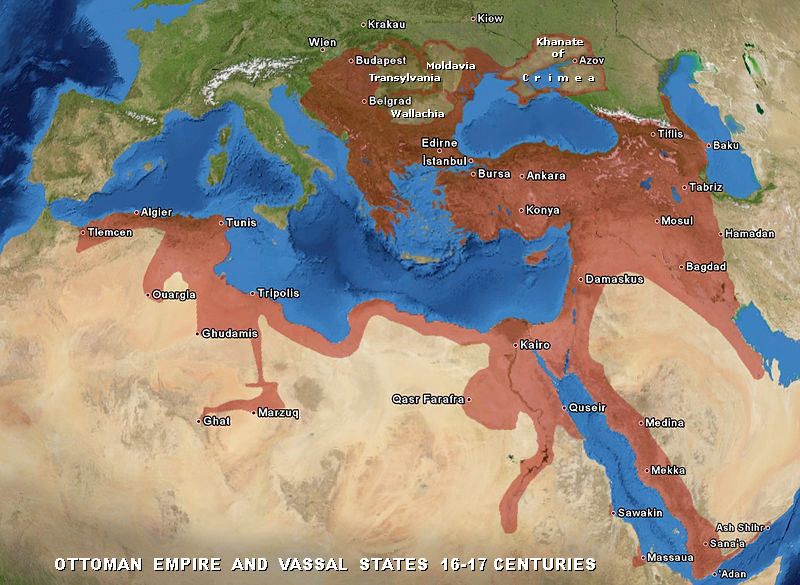
L'Empire ottoman à son apogée.

Au XIXe siècle, l'Empire est en déclin et celui qu'on surnomme « l'homme malade de l'Europe » perd son autorité sur les territoires en Afrique et dans les Balkans à la suite des guerres et révoltes. L'Empire ottoman donnera naissance à la république de Turquie en 1923 sous l'impulsion de Mustafa Kemal Atatürk, alors le premier président de la Turquie.

### Nations arabo-musulmanes

L'expansion de l'Empire arabe de 622 à 750.
Expansion sous le prophète Mahomet, 622-632
Expansion durant le Califat des Rachidoune, 632-661
Expansion durant le Califat omeyyade, 661-750

À partir de 622, à la suite du départ de Mahomet de La Mecque, nait l'Islam. Après sa mort, ses successeurs ont durant le siècle qui a suivi entrepris une expansion large et rapide, établissant l'empire arabe.

#### Khoulafah ar-Rachidoune
Sous le califat des Rachidoune (les quatre califes "bien guidés"), les Arabes musulmans défirent le très affaibli (par la guerre et par la peste) Empire sassanide durant la conquête musulmane de la Perse et entreprirent la conquête de l'Empire byzantin lors des guerres avec celui-ci. Ils conquirent la Syrie romaine, la Perse et l'Égypte romaine en moins de dix ans, notamment sous le commandement du célèbre général Khalid ibn al-Walid.

#### Califat omeyyade
Le califat omeyyade compléta la conquête musulmane en s'emparant de l'Afrique romaine et de l'Hispanie wisigoth, ainsi qu'en entamant la conquête musulmane de l'Inde et en remportant une franche victoire sur la Chine à la bataille de Talas. L'empire arabe devint alors le plus large de l'Histoire. Pourtant, il fut stoppé par le roi d'Aquitaine Eudon en 721 lors de la bataille de Toulouse, ainsi qu'aux portes de Byzance, soutenue par les Bulgares, en 718.

#### Califat abbasside

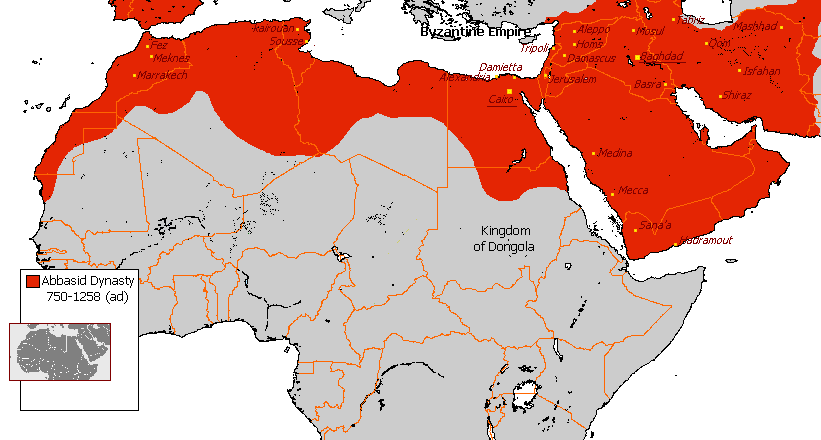
Le califat abbasside lors de son extension maximale.

La période des Abbassides est considérée comme l'Âge d'or de l'islam. L'empire comprenait de très nombreuses routes de commerce qui passaient par l'Asie, l'Europe ou l'Afrique. Sa culture a été florissante, en étant en grande partie influencée par la Perse. L'empire arabe atteint un niveau de développement significatif notamment du fait de la maîtrise de nombreux domaines tels que les arts, la philosophie, les sciences et la technologie. De nombreuses villes se développèrent et acquirent une population conséquente, des palais et jardins magnifiques comme ce fut le cas à Bagdad, qui fut habitée un temps par un million de personnes. On peut également citer Le Caire, Cordoue ou Damas. Le califat perdit pourtant quelques territoires lors des Croisades et fut plus tard désintégré par les invasions venues de l'empire mongol à l'est, qui s'achevèrent avec le sac de Bagdad en 1258.

#### Al-Andalus
Al-Andalus était le nom donné aux régions de la péninsule Ibérique gouvernées par les Berberes durant la période qui s'étend de 711 à 1492. Au niveau politique, elle fut successivement une province du Califat omeyyade conquise par Al-Walid ben Abd al-Malik de 711 à 750, l'émirat de Cordoue de 750 à 929, le califat de Cordoue de 929 à 1031 puis finalement un taïfa après les victoires espagnoles de la Reconquista.

#### Califat fatimide
Les Fatimides furent les chiites qui contrôlèrent le Maghreb, le Levant et l'Égypte de 909 à 1171. Ce sont eux qui établirent Le Caire comme capitale de cette dernière.

#### Ayyoubides

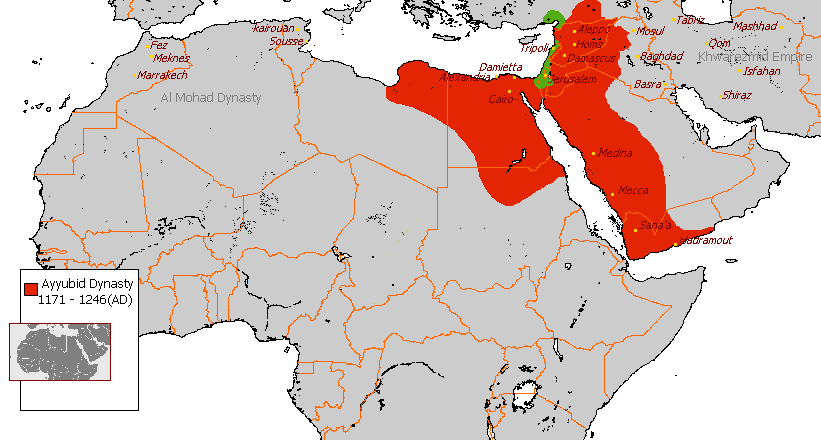
L'empire ayyoubide à son apogée.

Les Ayyoubides tentèrent de reconstituer l'État arabe entre 1171 et 1246 en unifiant des régions telles que l'Égypte ou encore la Syrie et en luttant contre les États latins d'Orient.

### Afrique
Pendant des siècles, l’Afrique a été décrite, présentée par les occidentaux comme un continent obscur, sauvage auquel il fallait y apporter la civilisation. Les voyages d’Henri le Navigateur et Christophe Colomb au XVe siècle montre cependant qu’il existait déjà une Afrique riche, organisée et structurée. Ils avaient une histoire réelle et une histoire emplie de connaissance qui leur a permis de bâtir des clans, des royaumes et des empires, bien structurés, politiquement, économiquement, socialement, culturellement et religieusement. Le Moyen Âge marque la période faste de l’histoire africaine pendant laquelle l’histoire de l’Afrique a connu son apogée.
Empire du Ghana

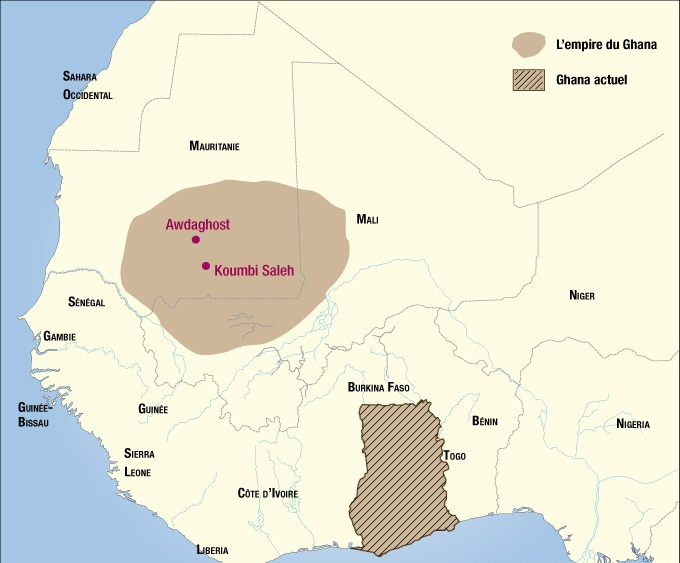
L'empire du Ghana, comparé au Ghana actuel (hachuré).

Situé entre le Niger à l’Est et le Sénégal à l’Ouest, il s’étend sur une partie du Mali et de la Mauritanie actuels. L’empire du Ghana occupe une place importante comme symbole des gloires passées avec lesquelles l’Afrique contemporaine souhaite renouer. Pour toute la région soudano-sahélienne, ou Soudan occidental, l’empire du Ghana demeure le 1er modèle d’organisation étatique et de construction impériale. Pour cette raison, il servira de modèle aux différents royaumes et empires d’Afrique occidentale jusqu’à la fin des temps modernes et la pénétration européenne en Afrique au XIXe siècle. L’empire connaît sa plus grande puissance fin Xe siècle et début XIe siècle sous le règne du souverain Kaya Magan Cissé. Au XIe siècle, l’empire s’étendait jusqu’aux mines d’or de la Falémé et du Bambouk, touchait les rives du Niger et atteignait la région du Tombouctou. A l’Ouest, il couvrait les parties orientales et centrales de la Mauritanie actuelle. Au Nord, il se perdait dans le Sahara. L’or fut l’élément moteur de la richesse, du rayonnement, voire de la légende de l’empire du Ghana. L'empire du Ghana décline à partir du XIe, passant successivement sous domination almoravide, puis sous la tutelle de Sosso.

#### Empire du Mali

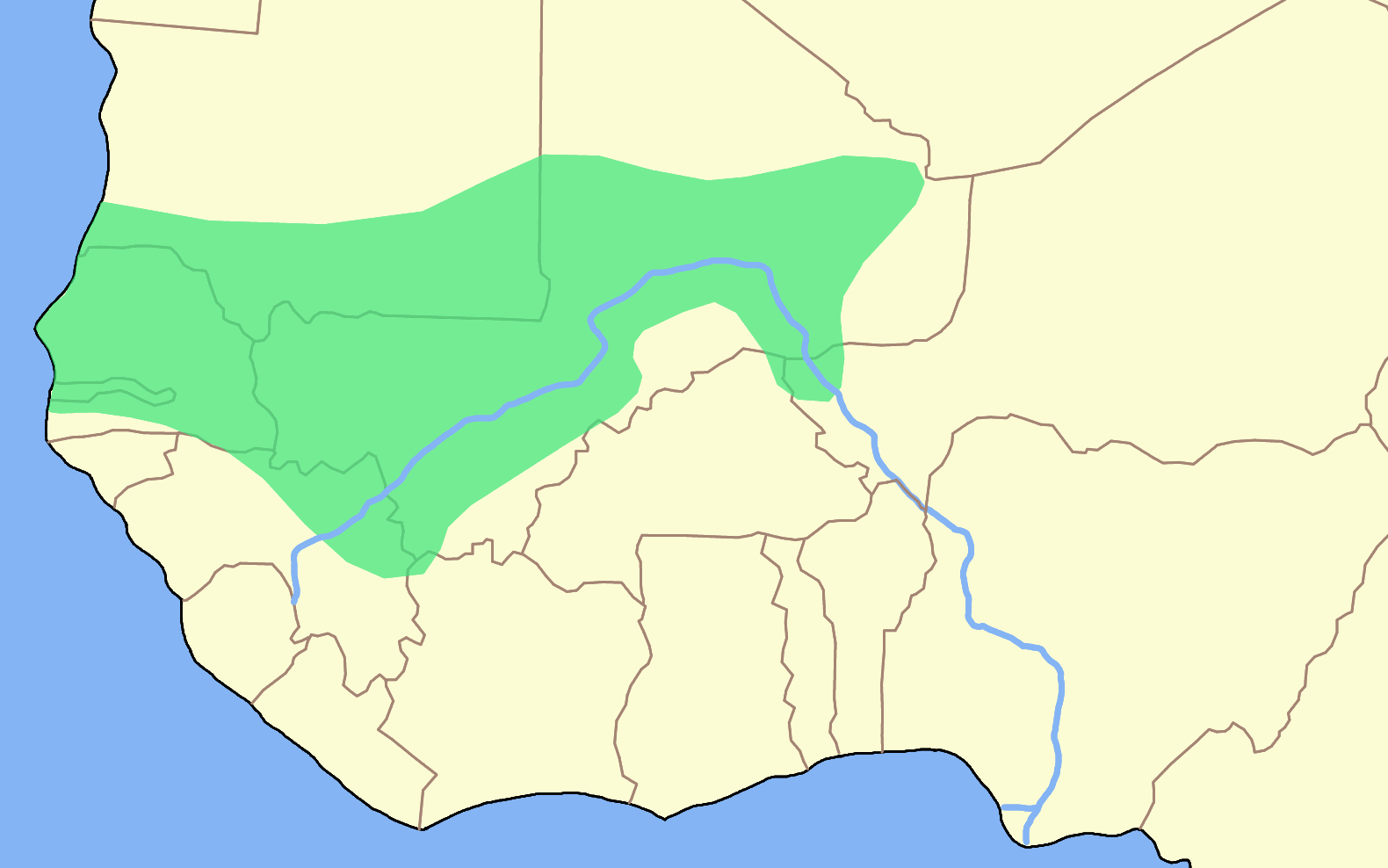
L'empire du Mali à son apogée.

L'empire malien était un État médiéval de l'Afrique de l'Ouest. Il fut fondé par Soundiata Keïta et fut renommé pour la générosité et la richesse de ses dirigeants, notamment Kanga Moussa. Il eut une influence culturelle profonde sur l'Ouest de l'Afrique, du fait de l'extension de sa langue, de ses lois et de ses traditions tout au long du Niger.
Moussa était profondément dévot, et sous son règne les enseignements coraniques fleurirent. L'université de Sankoré à Tombouctou par exemple, aida grandement à étendre l'influence de l'islam dans la région.
Empire songhaï

empire songhai

L'Empire songhaï, ou empire des Songhaï, est un État d'Afrique de l'Ouest ayant existé entre le XVe et le XVIe siècle. L'empire songhaï est initialement un petit royaume étendu le long du fleuve Niger. Au VIIe siècle, c'est le royaume de Gao, devenant par la suite vassal des empires du Ghana et du Mali. Il devient un empire durant le XVe siècle. À son apogée l'empire Songhaï s'étend sur une partie du Niger, le Mali et une partie du Nigeria actuels.
Il retrouve son indépendance sous le règne de Sonni Ali Ber (Sonni Ali le Grand) de la dynastie des Sy (1464-1492), qui combat les Peuls et les Touareg, ainsi que les lettrés musulmans de la ville sainte de Tombouctou.
La ville de Tombouctou devient, lors de l'affaiblissement de l'empire du Ghana, au XIe siècle, le point de regroupement des caravanes et le centre du commerce transsaharien, ce qui en fait non seulement la métropole économique des empires du Mali et songhaï, mais aussi le principal centre religieux et intellectuel.
L'empire du Bénin
Vers le 10e siècle de notre Ère, un État connu sous le nom de royaume du Bénin fut fondé par les Edo dans le sud-ouest du Nigéria actuel. Fameux pour ses plaques en bronze, il passera, entre le milieu du XVe siècle et le XVIe siècle, du statut d'un petit État à celui d'un empire, l'un des plus puissants et des plus prestigieux de l'histoire de l'Afrique précoloniale.
Jusqu’à la fin du 19e siècle, cet empire était une des plus grandes puissances d’Afrique de l’ouest. Le Bénin est devenu empire sous le règne de oba Ewuare, dit le Grand, grâce à qui le royaume s’est agrandi après plusieurs conquêtes. Ses fils et petit-fils poursuivent cette extension du royaume et c’est sous le règne, pendant la première moitié du XVIe siècle, de ce dernier que l’empire du Bénin sera à son apogée.
Une grande partie de la population était constituée d’agriculteurs. Les agriculteurs représentaient un corps de métier spécialisé, tout comme les artistes, les musiciens (les Béninois auraient d’ailleurs inventé le piano à pouces, aussi nommé mbira ou sanza), les commerçants, les tisserands, les maçons, les magiciens ou sorciers, les guérisseurs, les forgerons, les pêcheurs, les conseillers au roi, et même les conteurs. Il était possible d’ailleurs d’appartenir à deux corps différents et être par exemple à la fois agriculteur et musicien. La population était entraînée au combat, mais l’empire du Bénin avait aussi de véritables guerriers, formés, qui constituaient une armée très compétente.
Pour l’anecdote, au XVIIe siècle, l’humaniste néerlandais Olfert Dapper, a écrit que « le roi du Bénin peut en une seule journée préparer 20 000 hommes à la guerre, et même 180.000 si nécessaire, tellement son influence sur les peuples aux alentours est forte. Son autorité s’étend sur de nombreuses villes et villages. Aucun roi dans les environs compte autant de belles villes dans son royaume. ».
Quand les marchands européens commencèrent à visiter l’Afrique de l’Ouest à partir de la fin du XVe siècle, le Bénin contrôlait les échanges commerciaux entre les peuples, à l’intérieur des terres, et les Européens, aux côtes. Quand les Britanniques firent pression pour développer leur propre commerce au XIXe siècle, le oba restreint les échanges avec eux pour préserver l’indépendance de l’empire du Bénin.
Toujours à la fin du XIXe siècle, à la suite d'un incident diplomatique : des guerriers béninois éliminèrent des représentants britanniques. Peu de temps après, la capitale de l’empire tombe, son oba sera condamné à l’exil et son palais incendié par les troupes anglaises. En 1900, la monarchie du Bénin est abolie.
Asie

#### Empire ghaznévide
L’Empire ghaznévide fut un empire dirigé par des Mamelouks turcs et sunnites, qui dirigea le Grand Khorasân. Malgré la richesse de sa capitale et l’influence importante de sa dynastie de sultans, l’Empire ne put résister aux invasions turques.

#### Chine
Les débuts de la dynastie Sui après la fin de la turbulente et chaotique période des dynasties du Nord et du Sud marque une charnière dans l'histoire de la Chine. Elle est peu à peu unifiée et retrouve un statut de puissance régionale qu'elle avait perdu auparavant.

##### Dynastie Tang

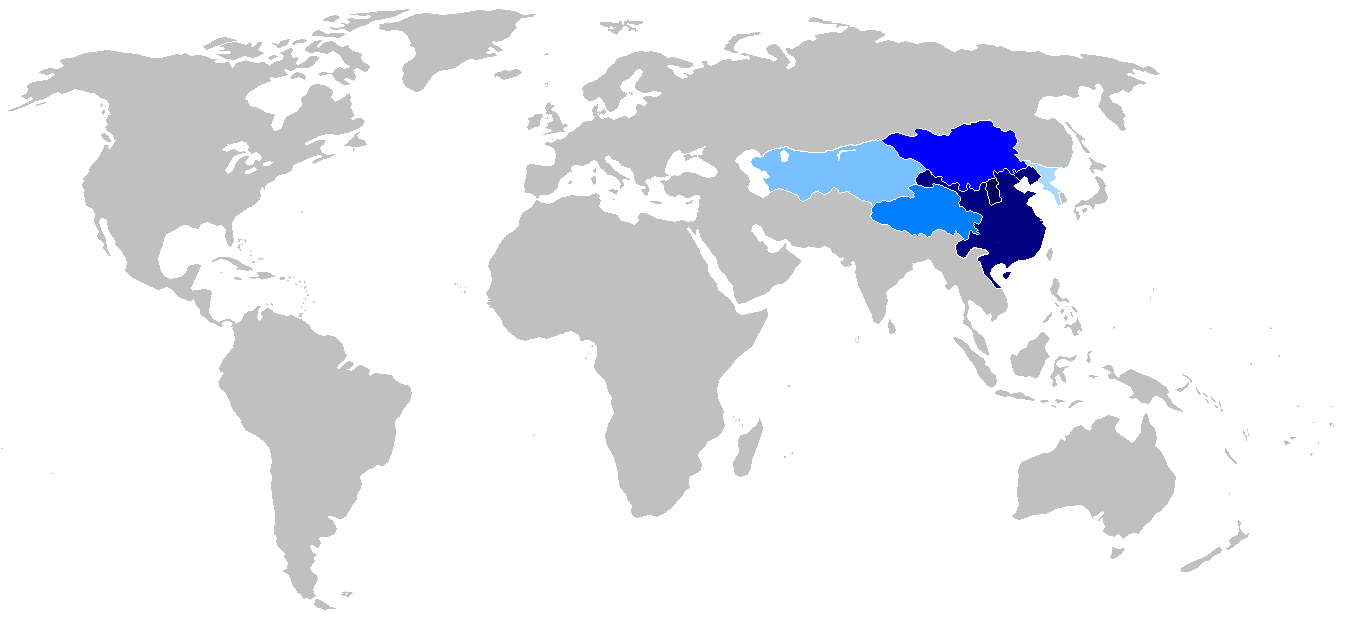

Expansion de la Chine de l'empereur Taizong des Tang de 616 à 670 en Asie :
- 617 révolte du Shanxi dont le père de Taizong est gouverneur.
- Début de la prise de contrôle des territoires Sui en 618. Elle sera totale en 626.
- Soumission des territoires turcs orientaux (630-682).
- Le roi du Tibet reconnaît en la Chine son suzerain (641-670).
- Soumission des territoires turcs occidentaux (642-665).
- Conquête du Goguryeo par Gaozong, fils de Taizong de 661 à 668.

Les deux couleurs les plus sombres indiquent un contrôle direct par l'empire chinois, alors que les trois les plus claires indiquent un contrôle par le biais de vassaux.
La dynastie Tang fait directement suite à celle des Sui. Elle installe sa capitale à Chang'an (aujourd'hui Xi'an), la ville la plus peuplée du monde à l'époque. Elle est considérée par beaucoup comme la dynastie sous laquelle la Chine atteint un apogée historique, voire un âge d'or, bien au-delà du temps où elle était encore gouvernée par les Han. Son territoire, largement agrandi par les premiers souverains de la dynastie, fut le plus grand jamais atteint par la Chine à l'époque. Son rayonnement culturel atteint également un pic, de telle sorte qu'il en découla la notion de monde chinois.

##### Dynastie Song
Sous le règne de la dynastie Song, la richesse de la Chine déclencha de nombreuses attaques des peuples du nord, ce qui incita les Song à migrer vers le sud. Pour la première fois de son histoire, le pays dut partager sa richesse pour préserver la paix sur son territoire. Paradoxalement, la culture chinoise atteint des sommets, du fait de l'attrait pour l'art des empereurs de Chine. L'avancée technologique et législative du pays permit une croissance et un développement rapide du niveau de vie.

#### Empire mongol

L'expansion de l'Empire mongol.

Avec ses 33 millions de km² et ses 100 millions de sujets, l'Empire mongol est le plus vaste empire contigu de tous les temps. Il fut fondé par Genghis Khan en 1206 et comprit la majorité des territoires s'étendant de l'Asie du Sud-Est à l'Europe centrale. L'expansion mongole entraina de nombreux déplacements de populations, notamment chinoises et perses, ce qui facilita la propagation de pandémies telles que la peste noire. À l'inverse, l'empire mongol aida à construire une stabilité politique sur le continent asiatique, et permit entre autres le rétablissement de la route de la soie.

##### Dynastie Yuan
La dynastie Yuan dirigea officiellement l'empire de 1271 à 1368. D'ethnie mongole, elle se tourna vers la Chine plutôt que vers le reste de l'Asie, car seul ce territoire était alors réellement prospère et attractif. Les différents membres de la dynastie délaissèrent d'ailleurs peu à peu le titre de Khagan au profit de celui d'empereur de Chine.
Selon les historiens chinois, la dynastie Yuan fut précédée par la dynastie Song et suivie par la dynastie Ming.

##### Dynastie Ming
La dynastie Ming fut la dernière dynastie issue de l'ethnie Han chinoise, faisant suite à la dynastie des Yuan et finissant avec l'arrivée de la dynastie Qing en 1644. Elle est à la base de l'accès au statut de puissance maritime de la Chine avec la création d'une flotte dense, et c'est également durant cette période que la Chine devient une véritable puissance militaire, son armée atteignant 1 million de membres.
La Chine vit également sa production augmenter fortement à cette période, que ce soit dans les secteurs du fer ou de l'imprimerie. La Grande Muraille et le Grand Canal furent aussi restaurés à cette époque.

## Puissances modernes

### Europe de l'Ouest et du Sud

#### France

Louis XIV.

Dès 1515, le couronnement de François Ier et la victoire de Marignan, permettent à la France d'entamer une période d'expansion. En 1556, le retrait de Charles Quint entraine l'éclatement de son empire entre son frère Ferdinand Ier et son fils Philippe II. La France est désormais la principale puissance du Vieux Continent, dont elle est le pays le plus peuplé avec environ vingt millions d'habitants. L'autorité royale s'affermit progressivement durant tout le siècle, selon le modèle absolutiste promu de manière énergique par le cardinal de Richelieu sous Louis XIII et pleinement réalisé sous Louis XIV. Sous le règne de Louis XIV, la France s'étend jusqu'à ses frontières naturelles et se complète de la Nouvelle-France. 

L'Empire napoléonien en 1811.

Le Premier Empire (1804-1814), aussi connu sous le nom d'Empire napoléonien, était le territoire français sous le règne de Napoléon Ier. Il a été la puissance dominante de toute l'Europe continentale durant le début du XIXe siècle.
Napoléon devint l'empereur des Français le 18 mai 1804, couronné le 2 décembre 1804, mettant fin au Consulat et remporta de nombreuses victoires face à la Troisième Coalition autrichienne, prussienne et russe notamment, avec pour points d'orgue la bataille d'Austerlitz en 1805 et celle de Friedland en 1807. Le Traité de Tilsit en juillet de la même année mit ensuite fin à la guerre au profit de la France.

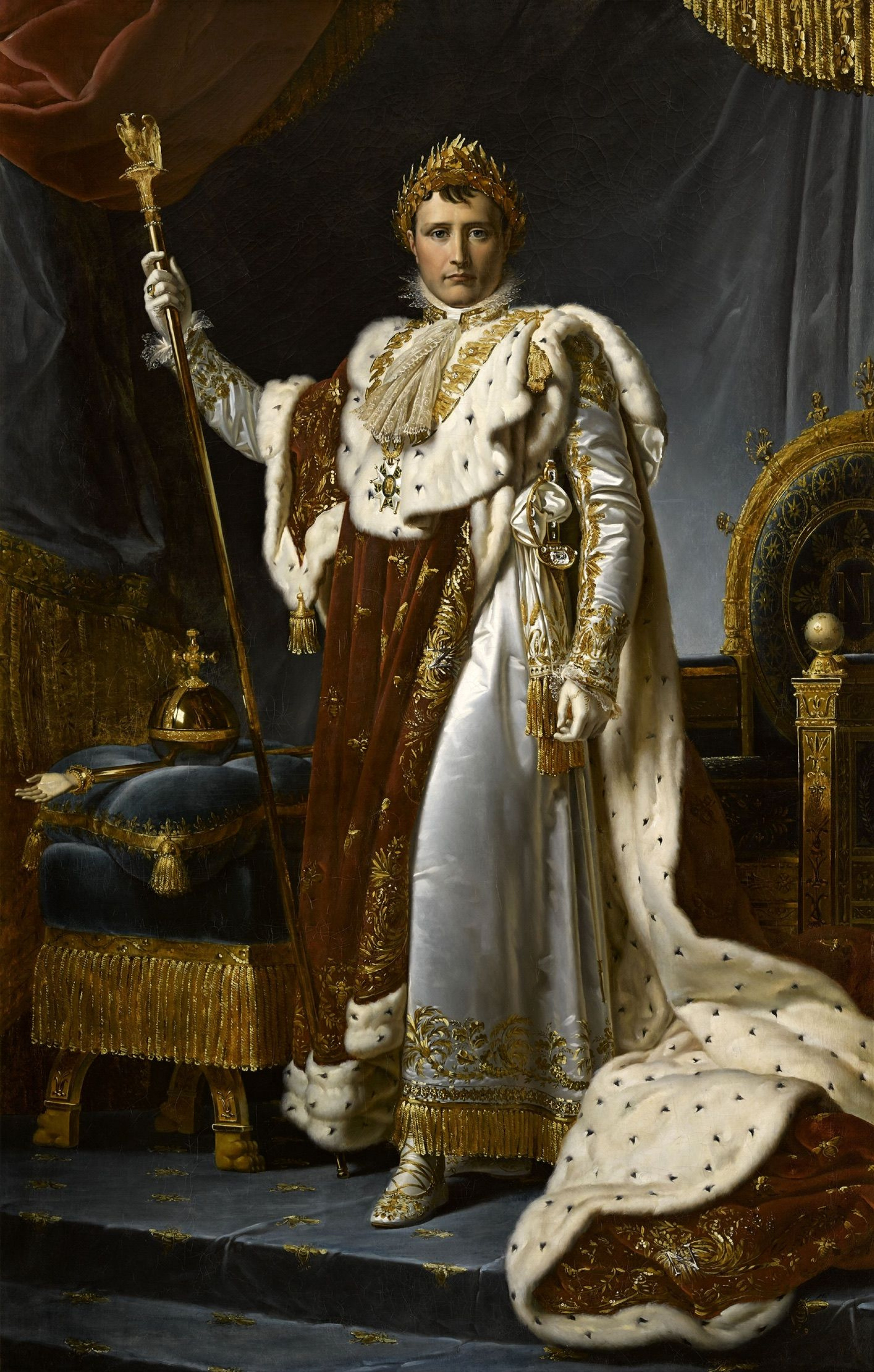
Napoléon 1er.

Ces nombreuses victoires permirent à la France d'étendre considérablement son influence de l'Europe occidentale à la Pologne. À son apogée en 1812, l'Empire comptait 130 départements, avait 44 millions de sujets, et était présent militairement en Allemagne, Italie, Espagne et dans le duché de Varsovie où Napoléon installa sur le trône des membres de sa famille, et comptait parmi ses alliés la Prusse et l'Autriche. De là s'exportèrent de l'idéologie français issue de la Révolution sur tout le continent. Certains vestiges du système féodal furent abolis, à l'image de la justice à double échelle qui différenciait nobles et roturiers. Les privilèges furent également supprimés. L'introduction du Code civil légalisa le divorce, établit des systèmes juridiques plus égalitaires. On estime aujourd'hui que les guerres napoléoniennes ont coûté la vie à plus de 6,5 millions d'Européens.

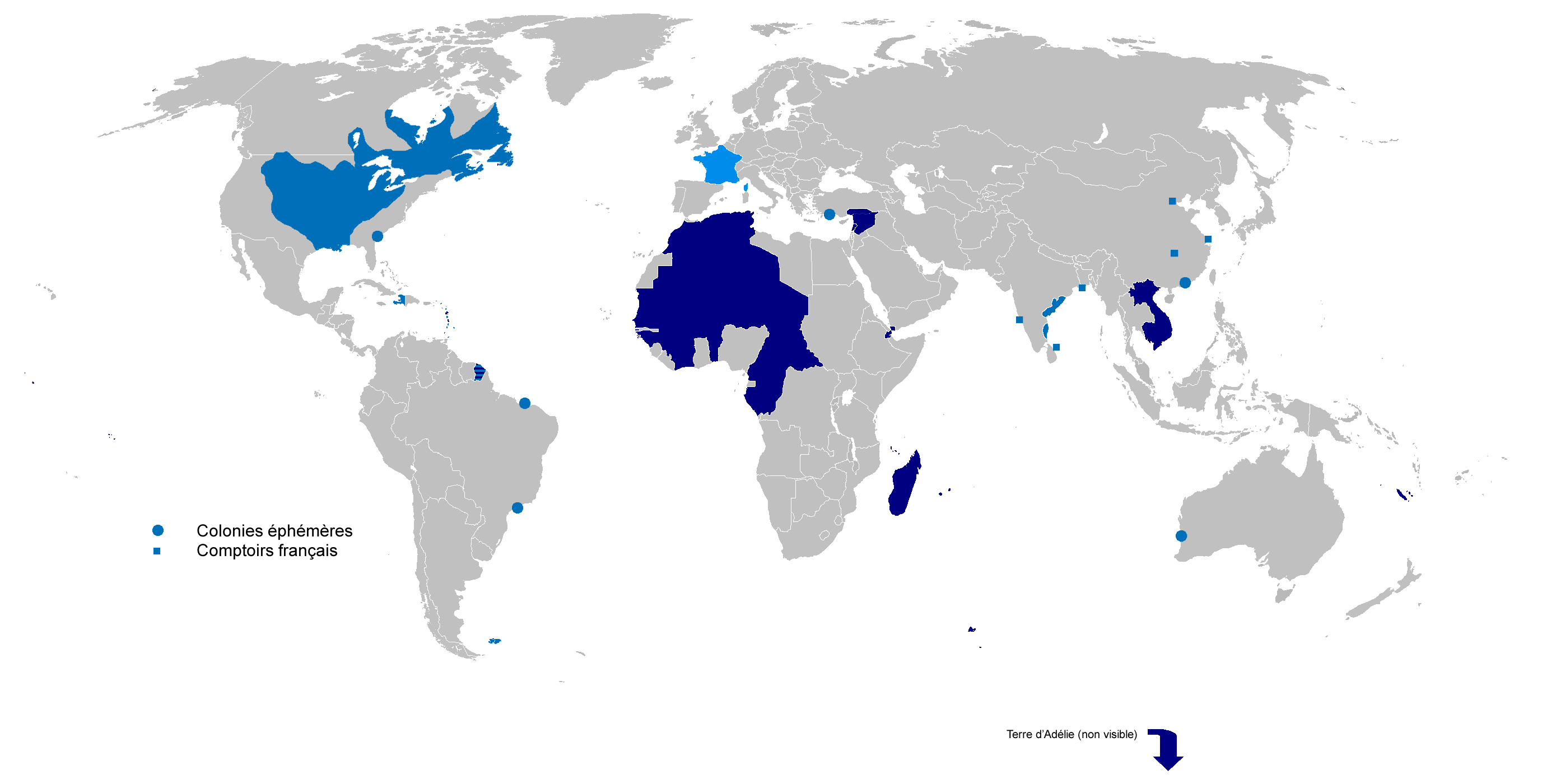
Les premier (en bleu clair) et second (en bleu foncé) espaces coloniaux français.

L'Empire colonial débuta vers 1600 et s'acheva dans les années 1960 à la fin de la guerre d'Algérie. Certains territoires d'outre-mer furent tout de même conservés, et sont aujourd'hui appelés les Territoires d'outre-mer. Durant le XIXe siècle et le XXe siècle, l'Empire colonial français était le second plus grand empire du monde après l'Empire britannique. Il s'étendait sur plus de 13 millions de km² dans les années 1920.
La France établit également des colonies en Amérique du Nord, dans les Caraïbes et en Inde, comme le firent également l'Espagne et le Portugal, rivalisant avec la Grande-Bretagne. Une série de guerres contre cette dernière lui fit pourtant perdre la majeure partie de ces territoires au XVIIIe siècle, appelés aujourd'hui par certains historiens le Premier espace colonial français par opposition au Second espace colonial français qu'elle conserva par la suite, notamment en Afrique et en Asie du Sud-Est.

#### République de Venise

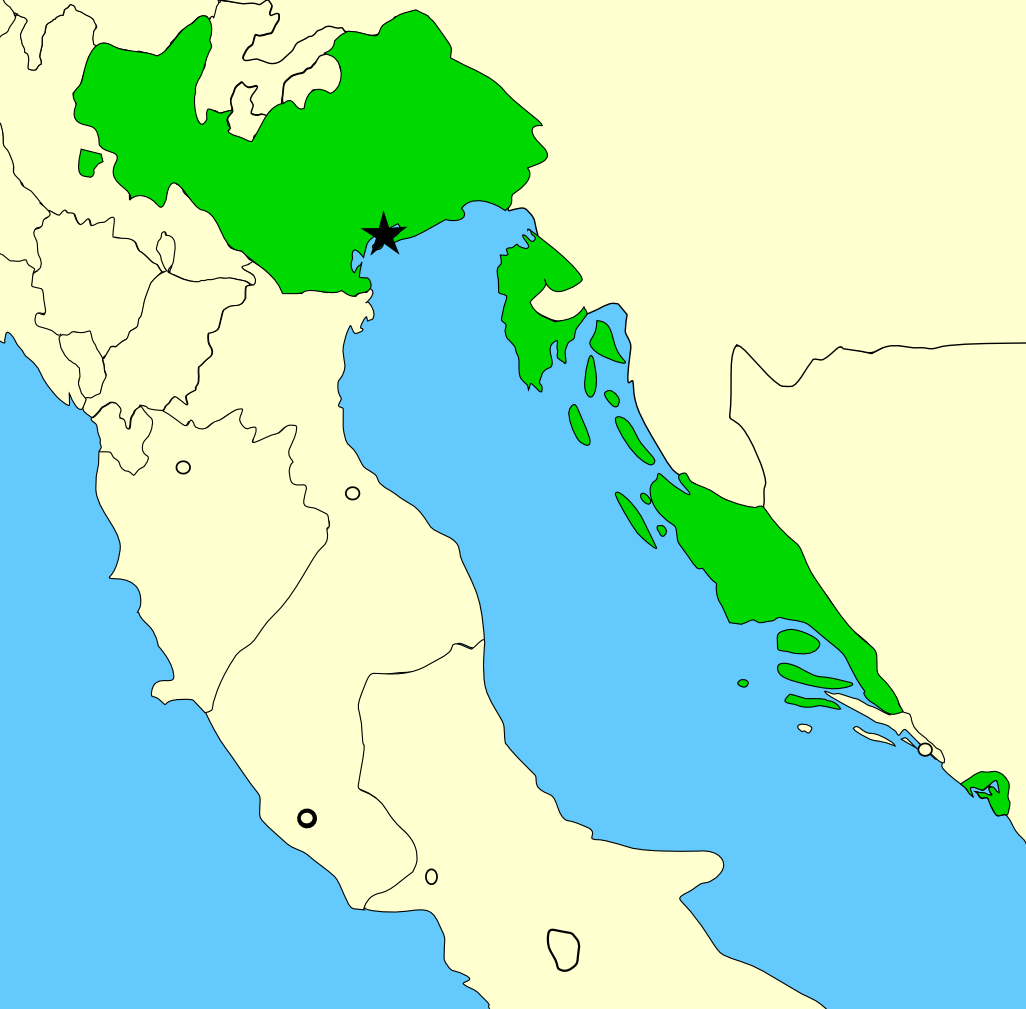
Les possessions de la république de Venise en 1796.

La république de Venise était un État qui s'est développé autour de la ville de Venise, et a existé pendant plus d'un millénaire, de 697 à 1797, date à laquelle elle fut envahie par les troupes bonapartistes. Durant le Haut Moyen Âge, elle devint très riche grâce au commerce entre l'Europe et le Levant. Le chef de la république de Venise était appelé le doge, qui était élu à vie par l'aristocratie de la République.

#### Grande-Bretagne

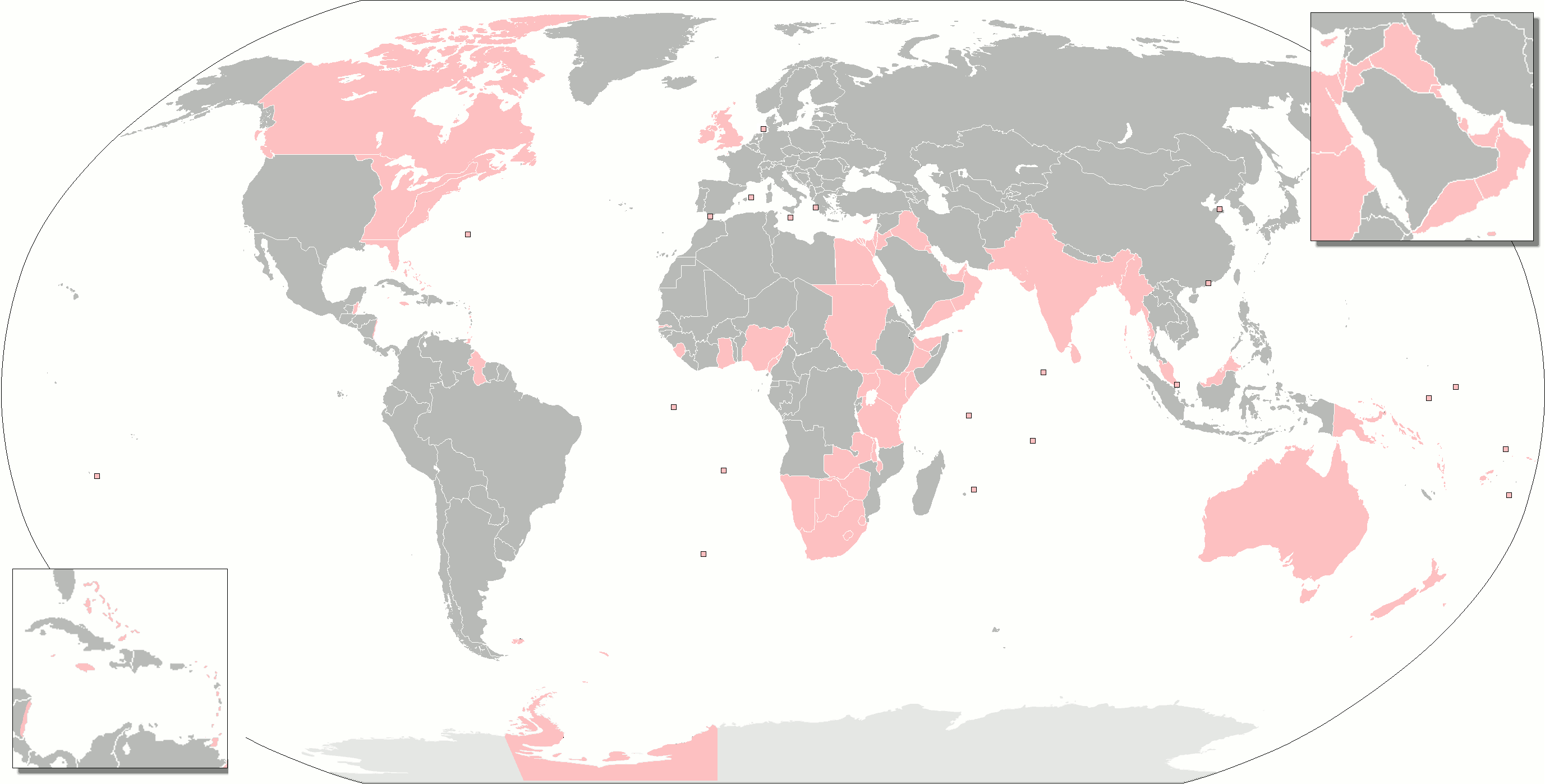
Carte anachronique de l'Empire britannique de 1600 à 1947.

L'Empire britannique fut l'empire colonial le plus étendu de toute l'histoire. Il atteignit son apogée au début du XXe siècle. Son économie devint florissante au XVIIe siècle à la suite de l'augmentation des échanges commerciaux avec les colonies d'Inde et d'Extrême-Orient, notamment grâce au succès de la Compagnie anglaise des Indes orientales et à l'importance de la Royal Navy.
Les colonies britanniques furent créées le long de la côte Est des États-Unis durant le XVIIe siècle et le XVIIIe siècle, mais la plupart d'entre elles se rebellèrent, menant en 1775 à la guerre d'indépendance des États-Unis que le Royaume-Uni perdit, laissant aux colons les mains libres pour créer les futurs États-Unis. Néanmoins il conserva ses colonies du Canada, des Caraïbes et d'Inde et débuta par la suite la colonisation de l'Australie et de la Nouvelle-Zélande. À la suite de la défaite de la France durant les guerres napoléoniennes en 1815, la Grande-Bretagne prit possession durant des périodes parfois très variables d'autres territoires d'outre-mer dans les Antilles. Enfin, elle se força de continuer à développer ce que l'on pourrait appeler aujourd'hui un vaste empire informel ou espace de libre-échange.
C'est après cette période, durant le XIXe siècle que le Royaume-Uni devint le premier pays du monde à s'industrialiser et à adopter le libre-échange global, donnant naissance à la révolution industrielle. Une croissance rapide lui permit d'accéder également au statut de première puissance économique et financière, soutenue par la marine marchande la plus large du monde et un contrôle indiscuté des mers et routes de commerce internationales. Durant l'époque victorienne, le Royaume-Uni envahit la plupart des derniers territoires encore indépendants en Afrique (Afrique du Sud, Kenya par exemple) et en Océanie et Extrême-Orient (sous-continent indien, Hong Kong notamment).
Après la victoire de la Première Guerre mondiale l'empire hérita des possessions de l'Empire allemand en Tanzanie et Namibie et des possessions de l'Empire ottoman en Irak et Palestine. C'est à cette date que l'Empire britannique prétendait au contrôle de 22 % des surfaces émergées du globe (soit environ 33 millions de km²).
Les diverses évolutions des attentes politiques et sociales des populations, ainsi que le déclin de l'Empire en tant que première puissance économique causé par la Première Guerre mondiale, suivie par la Seconde Guerre mondiale, mena de nombreuses colonies à affirmer leur souveraineté et accéder à leur indépendance. L'une des raisons de la naissance du nationalisme dans les colonies, est qu'elles avaient atteint un développement économique inégalé dans leur histoire grâce au contrôle britannique et qu'elles étaient désormais capables d'assumer leur indépendance. Ce schéma se reproduira pour d'autres pays colonisateurs, dont notamment la France. Une identité nationale prit naissance dans la lutte contre la métropole, menant à la création de pays inexistants, à l'image du Pakistan, avant le début de la colonisation. Le gouvernement britannique, appauvri par deux guerres majeures successives, accepta sans trop de réticence de négocier pacifiquement l'indépendance de nombreuses colonies, mettant fin à l'empire, suivi par le Commonwealth of Nations. La plupart des anciennes colonies britanniques y adhérèrent et y adhèrent toujours, à noter que les États-Unis n'en ont jamais fait partie. Certains d'entre eux ont même accepté que le souverain britannique conserve la tête de leur État, laissant le pouvoir à leurs Premiers ministres respectifs.
Aujourd'hui, le Royaume-Uni contrôle encore totalement les territoires britanniques d'outre-mer.

#### Pays-Bas
L'Empire néerlandais est le nom donné aux territoires sous domination des Pays-Bas du XVIIe siècle au XXe siècle. Les compétences maritimes, notamment en matière de pêche et de commerce, furent une aide précieuse pour la construction de l'Empire outre-mer, comme l'a montré la puissance de la Compagnie néerlandaise des Indes orientales. C'est durant le siècle d'or néerlandais que le rayonnement du pays fut le plus important, son commerce, ses sciences et son art étant parmi les plus appréciés du monde à l'époque.

#### Portugal
L'Empire portugais fut le premier empire mondial, dans le sens où il était implanté sur tous les continents habités, et également le dernier, puisqu'il débuta en 1415 et s'acheva en 2000. La taille réduite de la métropole imposa aux Portugais de prendre le contrôle de territoires peu étendus, mais bien défendus. Sa taille maximale fut atteinte au XVIe siècle et commença par la suite, sous le règne des Habsbourg, un long déclin du fait de la rivalité avec les autres empires européens, anglais, français et néerlandais notamment. Après le XVIIIe siècle, l'Empire portugais se concentra sur ses possessions du Brésil et de l'Afrique.

#### Belgique
La Belgique devient indépendante le 4 octobre 1830. C'est une monarchie constitutionnelle avec une constitution très en avance sur son temps (notamment au niveau des libertés et du capitalisme).

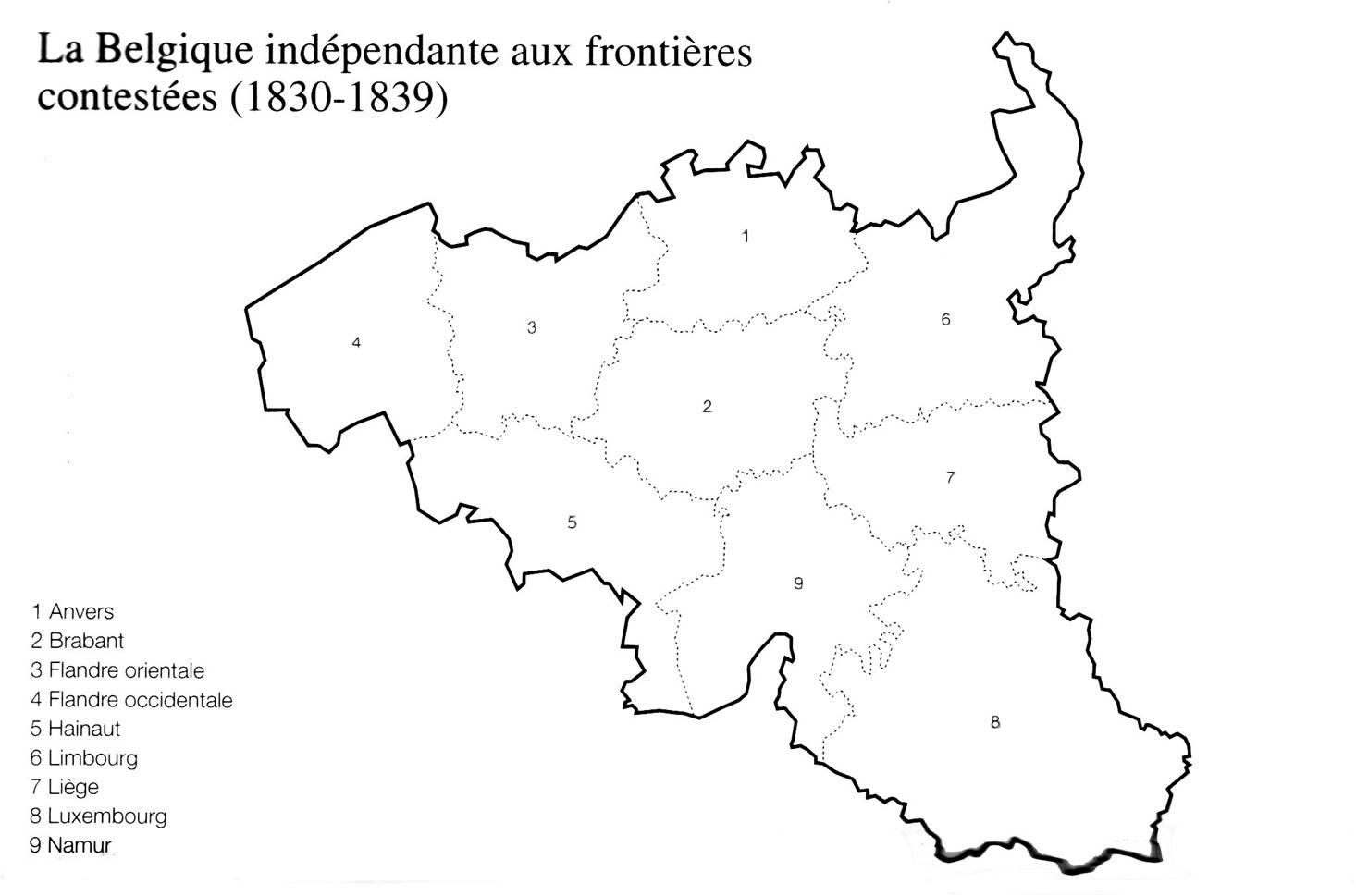

C'est le premier pays sur le continent européen à connaitre la révolution industrielle.
Sous le règne de Léopold II la Belgique devient une puissance coloniale en s'appropriant le Congo (actuelle RDC), ainsi que le Rwanda et le Burundi après la Première guerre mondiale, ce qui lui assurera son approvisionnement en matières premières. À la fin du XIXe siècle le royaume de Belgique est la deuxième plus grande puissance industrielle – critère primordial pour l'époque afin d'être considéré comme une grande puissance.
Elle jouit aussi d'une situation géographique intéressante (transit entre l'Europe de l'Ouest et de l'Est) avec le port d'Anvers, et possède également une culture riche et non négligeable (peintres, bâtiments, sites historiques).

#### Espagne

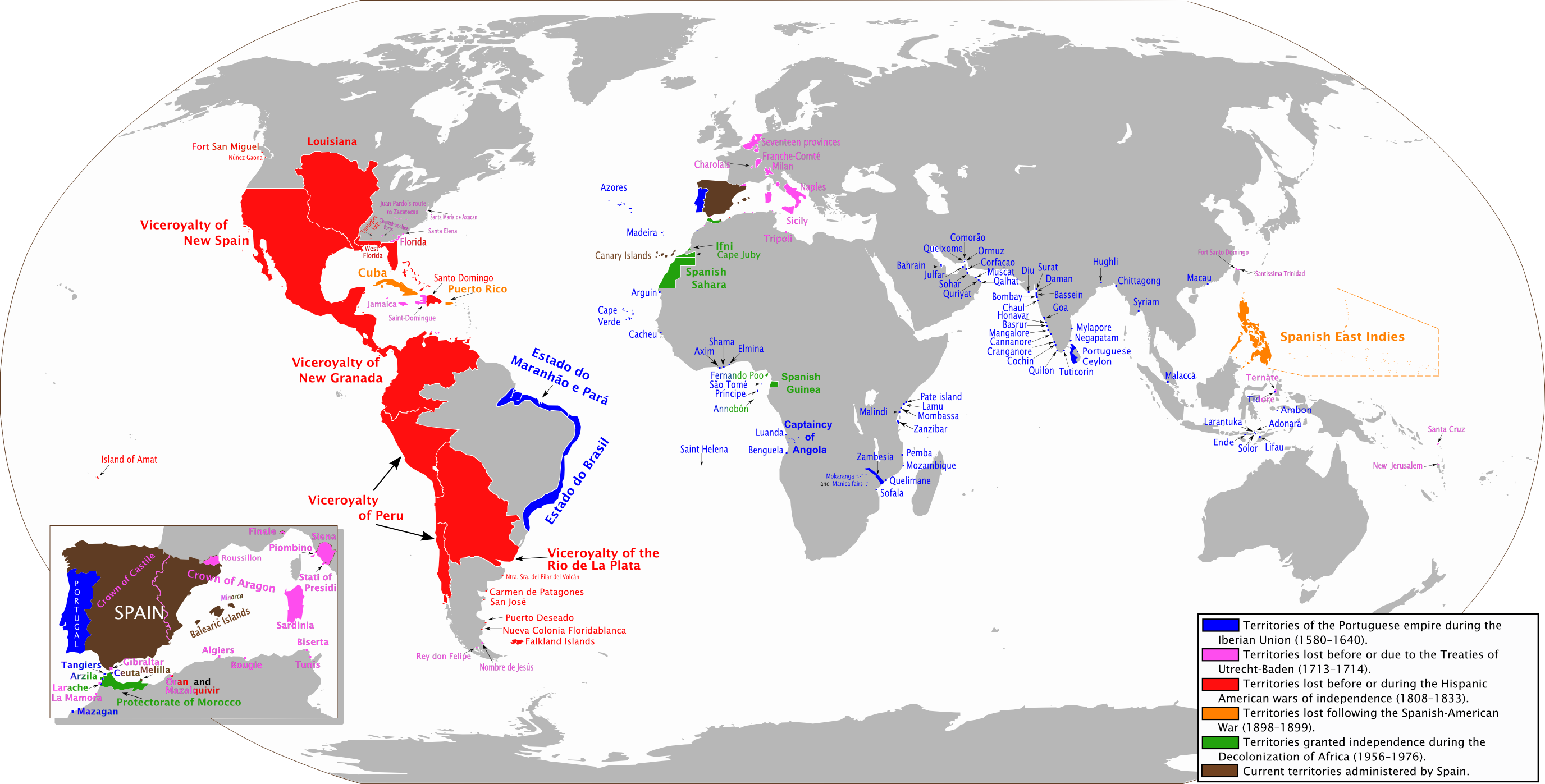
Carte anachronique des possessions espagnoles sur une période large de 400 ans.

Au XVIe siècle l'Espagne et le Portugal étaient à l'avant-garde de l'exploration européenne du globe et de son expansion coloniale. Ils ont été les premiers à ouvrir des routes commerciales florissantes traversant les océans, notamment entre l'Amérique fraîchement découverte et l'Ancien monde et l'Asie pacifique via les Philippines. Les conquistadores mirent à genoux la plupart des civilisations précolombiennes tels que les Aztèques, les Incas et les Mayas, installant des comptoirs du Nord au Sud américain. Pendant une certaine période, l'Empire espagnol domina tous les océans du globe du fait de sa puissance maritime inégalée. Il possédait également une redoutable infanterie, les tercios. L'Espagne jouit d'un Âge d'or culturel dans les XVIe siècle et XVIIe siècle et d'un statut de puissance régionale.
De 1580 à 1640 l'Empire colonial portugais et l'Empire colonial espagnol furent unis sous l'impulsion des Habsbourg, durant la période de l'Union ibérique, bien que les possessions coloniales continuèrent d'être administrées séparément.
Au milieu du XVIe siècle l'argent et l'or issu des mines américaines augmentèrent fortement les capacités de financement de l'armée espagnole des Habsbourg, utiles notamment dans leurs nombreux conflits en Afrique du Nord et avec le reste de l'Europe. Jusqu'à la perte de ses colonies américaines au XIXe siècle, l'Espagne maintint sous son contrôle un des empires les plus larges du monde, même s'il commença à souffrir de problèmes militaires et financiers dès les années 1640.
Des contentieux constants avec les empires rivaux causèrent des conflits d'ordre territorial, religieux et commercial qui enclenchèrent le lent déclin de la puissance espagnole à partir du milieu du XVIIe siècle. Au niveau de la mer Méditerranée, elle dut faire face continuellement à l'Empire ottoman alors que la France devenait de plus en plus puissante et menaçante au nord. Outre-mer, elle fut en rivalité avec le Portugal puis plus tard avec la Grande-Bretagne et les Pays-Bas et la France, notamment du fait de la piraterie dans les Caraïbes. À cela s'ajoutèrent les problèmes de corruption et de stagnation économique causées par les campagnes militaires.
L'Empire prit fin avec les traités d'Utrecht en 1713. Il s'éleva de nouveau par la suite mais n'atteint plus jamais sa puissance passée, ce qui lui permit de conserver des territoires outre-mer jusqu'au XIXe siècle. Les colonies obtinrent durant cette période leur indépendance : l'Équateur en 1809, le Venezuela et le Paraguay en 1811. Il y eut de plus différentes révolutions qui mirent fin à la présence espagnole en Amérique du Sud. L'Espagne conserva pourtant pour un temps ses possessions des Caraïbes (Cuba et Porto Rico), d'Océanie (Guam, États fédérés de Micronésie, Palaos et îles Mariannes du Nord) ainsi que les Philippines, jusqu'à la guerre hispano-américaine en 1898. Le Maroc espagnol obtint son indépendance en 1956, la Guinée en 1968 et le Sahara occidental en 1975. Les îles Canaries, Ceuta et Melilla sont encore espagnoles à l'heure actuelles.

#### Italie

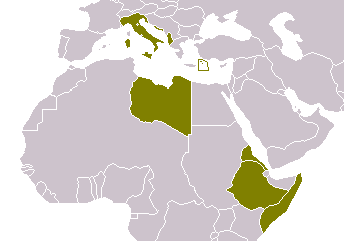
L'apogée de l'Empire italien en 1940

Le royaume d'Italie a développé un empire colonial de la fin du XIXe siècle au milieu du XXe siècle. L'apogée de cet empire se situe en 1940 : l'Italie possède alors des territoires en Méditerranée, en Afrique et dans les Balkans.
À la différence de la plupart des États européens, l'Italie a été unifiée tardivement, comme l'Allemagne, et apparaît donc tardivement sur le « marché » colonial. Elle se doit donc de concurrencer ses rivaux européens dans le domaine colonial, mais aussi dans les domaines naval et militaire.
À partir de 1929, l'expansion impérialiste devient un des thèmes favoris des discours de Mussolini. Il soutient ainsi que l'expansion coloniale est une nécessité démographique et économique pour un pays comme l'Italie. L'expansion colonialiste se retrouve aussi dans le désir de Mussolini de remplacer le Royaume-Uni et, dans une moindre mesure, la France en tant que puissance dominante en Méditerranée.

### Europe du Nord et de l'Est

#### Allemagne

L'Allemagne est unifiée en 1871, après sa victoire sur la France.

Après la guerre franco-prussienne de 1870, l'Allemagne est unifié pour former l'Empire allemand. L'Empire allemand fut une grande puissance à la fois en Europe et dans le monde. Après l'unification, le jeune empire allemand se lance dans une politique de conquête coloniale.

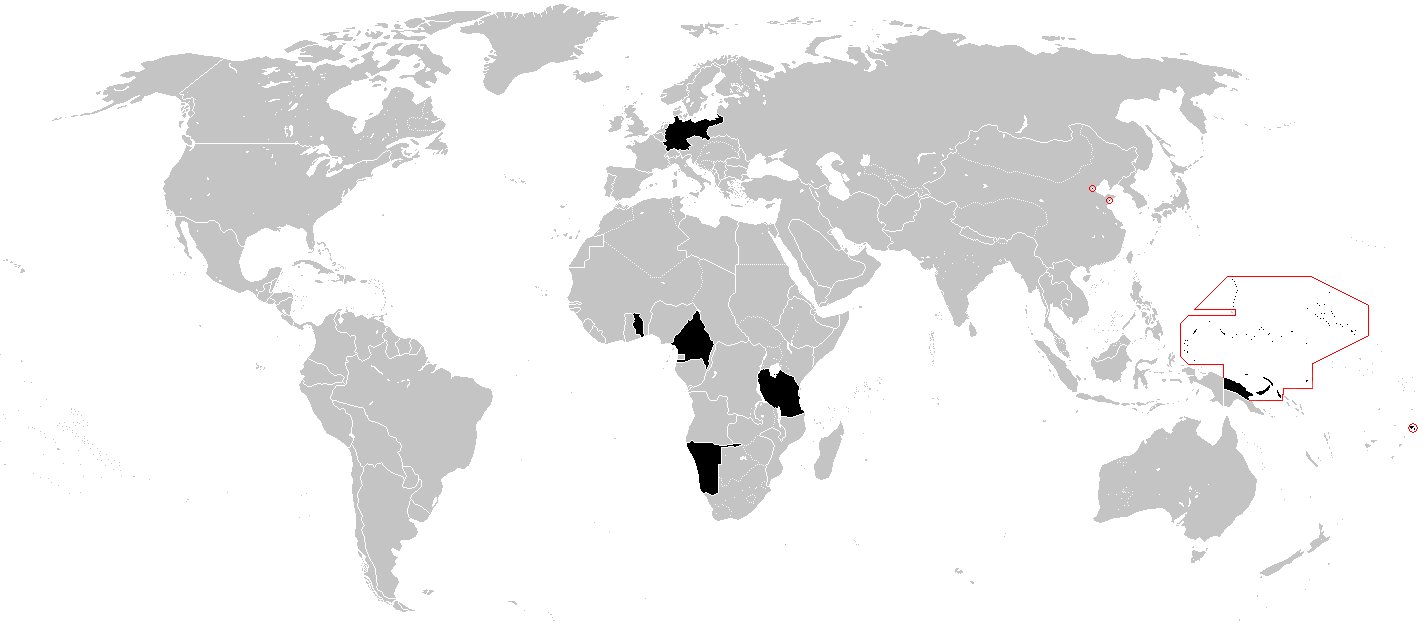
L'Empire allemand et ses colonies avant la Première Guerre mondiale.

Après la défaite de la Première Guerre mondiale, l'Allemagne perd ses colonies et 15% de son territoire européen aux profits de ses voisins.
Durant l'Entre-deux-guerres, la colère et le chômage monte en Allemagne. La défaite et le Traité de Versailles sont vécues comme une humiliation pour les Allemands.
Adolf Hitler arrive au pouvoir en 1933 et réarme massivement le pays. Très vite, le Troisième Reich devient un état totalitaire, raciste et revanchard. En effet, Hitler, voulant récupérer des territoires perdus à l'issue de la Grande guerre déclenche la Seconde Guerre mondiale.

Carte de l'Europe en 1942. Le Reich allemand est en vert foncé, en vert plus clair, les territoires sous administration civile, et en vert encore plus clair, les territoires sous administration militaire.

Le Reich allemand est ainsi la plus grande puissance militaire mondiale durant ce conflit et les Alliés ont dû unir leurs forces pour en venir à bout en 1945.

#### Pologne & Lituanie

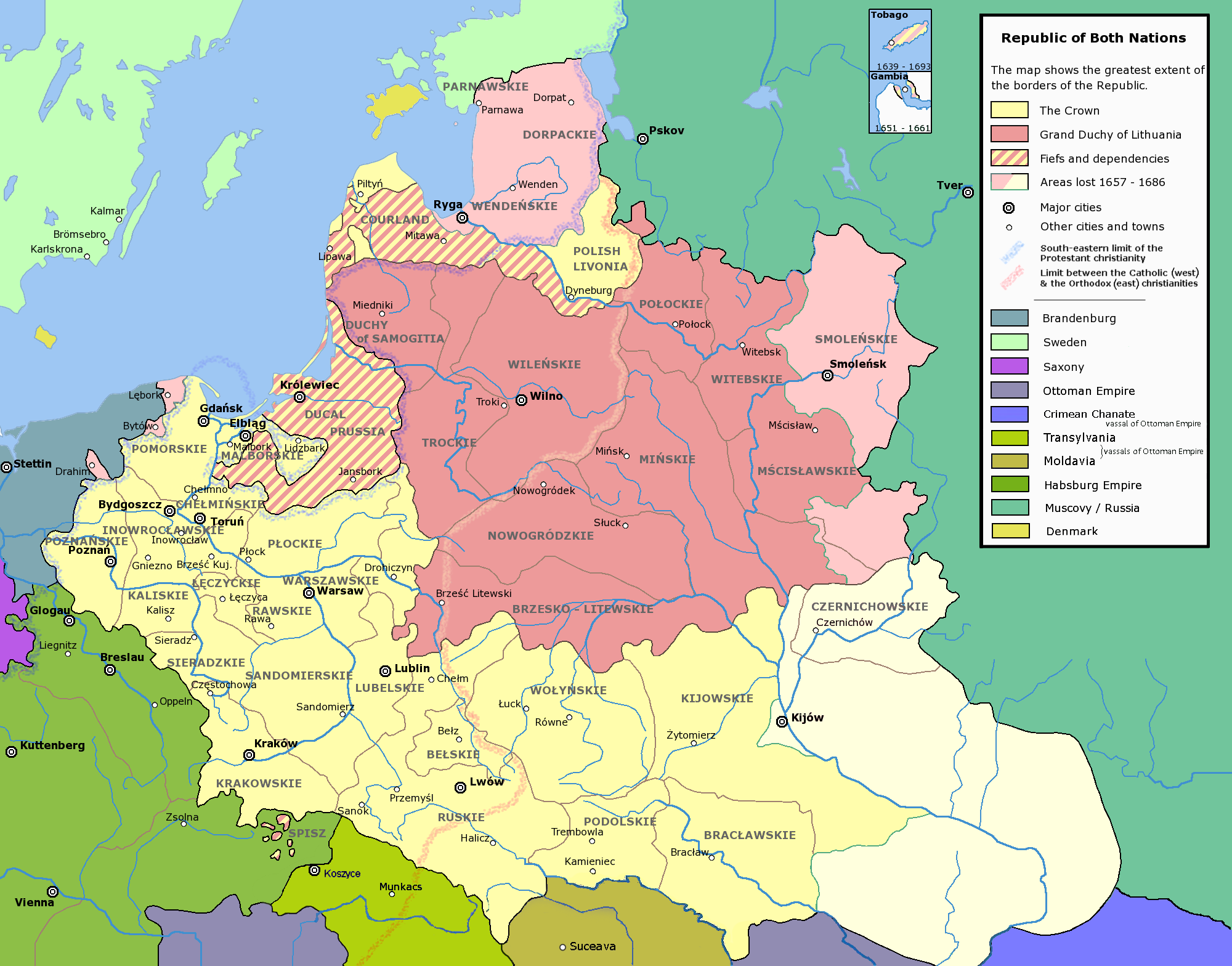
Carte de la Pologne-Lituanie au XVIIe siècle, avec ses colonies.

La république des Deux Nations était l'un des États les plus puissants et les plus peuplés d'Europe centrale du XVIe siècle au XVIIIe siècle. Sa structure, qui était mi-fédérale, mi-confédérale, fut formée en 1569 par l'union de Lublin à partir des royaumes de Pologne et grand-duché de Lituanie. Elle s'acheva avec le troisième partage de la Pologne-Lituanie en 1795.

#### Prusse

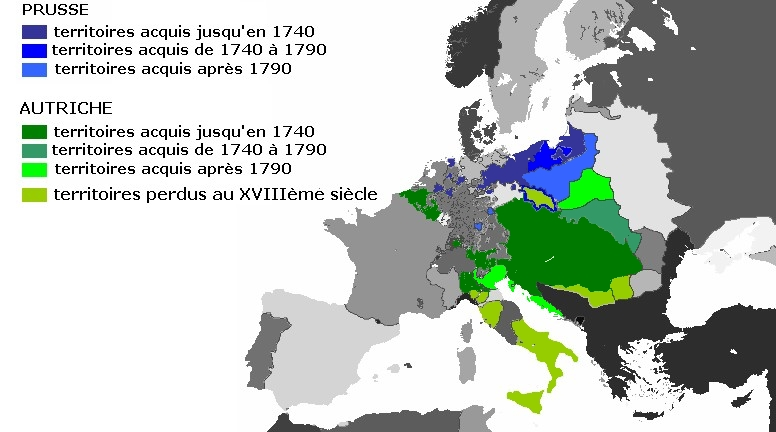
Évolution des territoires prussiens et autrichiens au XVIIIe siècle.

Le royaume de Prusse domina l'Allemagne du nord politiquement, économiquement et démographiquement. Il fut le cœur de la confédération de l'Allemagne du Nord formée en 1867, qui intégra le Reich allemand en 1871. La Prusse atteint son apogée aux XVIIIe et XIXe siècles, notamment sous l'impulsion de Frédéric II de Prusse (1740-1786). Par la suite le chancelier poursuivit une politique d'unification des lands allemands dans l'idée de la solution petite-allemande, qui excluait l'Empire austro-hongrois.

#### Empire austro-hongrois
L'Autriche est une grande puissance mondiale durant le XVIIIe et le XIXe siècle. Elle s'étend du Sud de l'Allemagne actuelle à la Serbie en passant par la Hongrie ou encore la République tchèque. L'Autriche possède une armée puissante (crainte par Napoléon lors de sa campagne de l'Allemagne), ainsi qu'une économie développée et possède une influence considérable dans le domaine des arts et de la culture. Elle fait aussi preuve de tolérance et même d'acceptation envers les diverses cultures de son empire. Elle connait, après sa défaite contre la future Allemagne, un long déclin vers la fin du XIXe siècle et finit par se dissoudre en 1918.

#### Russie
La Russie exista en tant qu'empire de 1721 à la révolution d'Octobre et la déclaration de la République en septembre 1917. Elle se forma autour du royaume de Pierre le Grand (1672-1725) qui joua un grand rôle dans l'alignement de son pays sur les systèmes politique et culturel des autres États d'Europe et sa modernisation. Au XIVe siècle, la Russie devint l'État le plus large du monde, statut qu'elle conserve encore aujourd'hui. Elle s'étendait de la mer Baltique à l'océan Pacifique.

#### Suède

Formation de l'Empire suédois, 1560-1660.

Au XVIIe siècle la Suède s'est élevée au rang de superpuissance mondiale et d'acteur incontournable de la politique internationale européenne. Elle fut à la tête d'un empire colonial réduit de 1638 à 1663 puis de 1784 à 1878. L'Empire fut la plus grande puissance d'Europe du Nord et de la mer Baltique, débutant avec l'avènement de Gustave II Adolphe et son succès à la guerre de Trente Ans qui fit reconnaître la Suède comme le leader du monde protestant européen jusqu'en 1721, année de la chute de l'Empire. On attribue souvent aux réformes économiques et religieuses de Gustave Ier Vasa la raison d'une telle puissance.
La Suède atteint son apogée entre les années 1650 et le début des années 1700 environ, accédant à son extension maximale sous le règne de Charles X après le Traité de Roskilde en 1658. Pourtant, après plusieurs décennies de guerres continuelles, l'économie suédoise était vacillante, et il échut à Charles XI, son successeur, de la remettre sur pied. Il dut également rénover l'armée, ce qu'il fit avec succès, laissant à son fils Charles XII la possibilité de lutter efficacement contre la puissance la plus menaçante, la Russie. Celle-ci avait les mêmes moyens humains mais son armée manquait alors d'entraînement et d'équipement, ce qui incita Charles à se lancer dans la bataille de Narva en 1700, prémices de la grande guerre du Nord. Ainsi commença la trop ambitieuse campagne militaire de Charles XII qui se termina par la victoire décisive de la Russie à la bataille de Poltava en 1709. Alors que le souverain suédois occupait la moitié de la Pologne et pouvait prétendre à son trône, il s'engagea avec son armée bien plus à l'est, où celle-ci fut victime des raids des cosaques et du climat difficile. Trop confiante, elle finit par se retrouver face à une armée trois fois supérieure en nombre. La défaite marqua le début de l'écroulement de l'empire de Suède.
Alors qu'il avait perdu la moitié de ses effectifs après la campagne de Russie, Charles XII tint tout de même à envahir la Norvège en 1716, tentative qui se solda par un nouvel échec et la signature du traité de Nystad en 1721, trois ans après sa mort lors du siège de Fredriksten. Après cette date, l'ascendant de la Suède sur le nord de l'Europe fut restreint, laissant à la Russie les mains libres pour imposer son empire naissant.
Après la défaite du royaume du Danemark et de Norvège durant les guerres napoléoniennes, la Norvège fut rétrocédée au roi de Suède en 1814 avec le traité de Kiel. Les tentatives norvégiennes pour conserver l'autonomie du pays furent rejetée par Charles XIII, qui engagea une campagne militaire contre les indépendantistes, mettant fin à la convention de Moss. Ainsi naquit le royaume de Suède-Norvège qui fut dissous en 1905. La guerre de 1814 fut également la dernière guerre à laquelle la Suède participa en tant que belligérant.

### Asie

#### Chine
La dynastie Qing fut à la tête de la Chine de 1644 à 1912, précédant la république de Sun Yat-sen. Elle fut par conséquent la dernière dynastie régnante du pays. Sa chute mit fin à plus de 2000 ans de Chine impériale.

#### Perse
Les Séfévides (1501-1722) furent considérés comme la puissance iranienne la plus importante depuis le début des conquêtes islamiques. Ils étaient turcophones et originaires de la ville d'Ardabil dans l'Azerbaïdjan iranien au nord du pays. Ils étaient également très liés à un mouvement soufiste, le Safavieh et rétablirent l'indépendance d'un Iran unifié pour la première fois depuis la conquête musulmane de la Perse, réaffirmant l'identité politique iranienne, et établissant le chiisme comme religion d'État.

#### Empire moghol

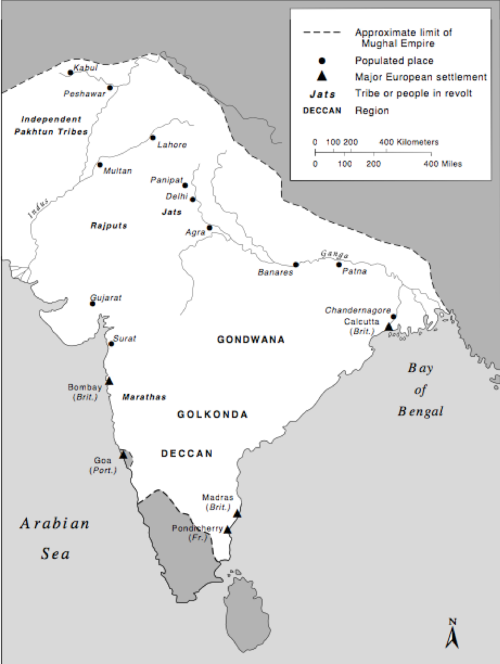
L'Empire moghol à son extension maximale.

L'Empire moghol comprenait à son apogée la majeure partie des territoires du sous-continent indien et de l'Afghanistan actuel. Il fut établi en 1526 par le prince timouride Bâbur après sa victoire sur Ibrahim Lodi. Sous Akbar l'Empire grandit considérablement, et accumula des richesses comme jamais dans l'histoire de l'Inde. Ce fut aussi une période de melting-pot indien, iranien et centre-asiatique dans les domaines intellectuel, artistique et littéraire.

#### Oman

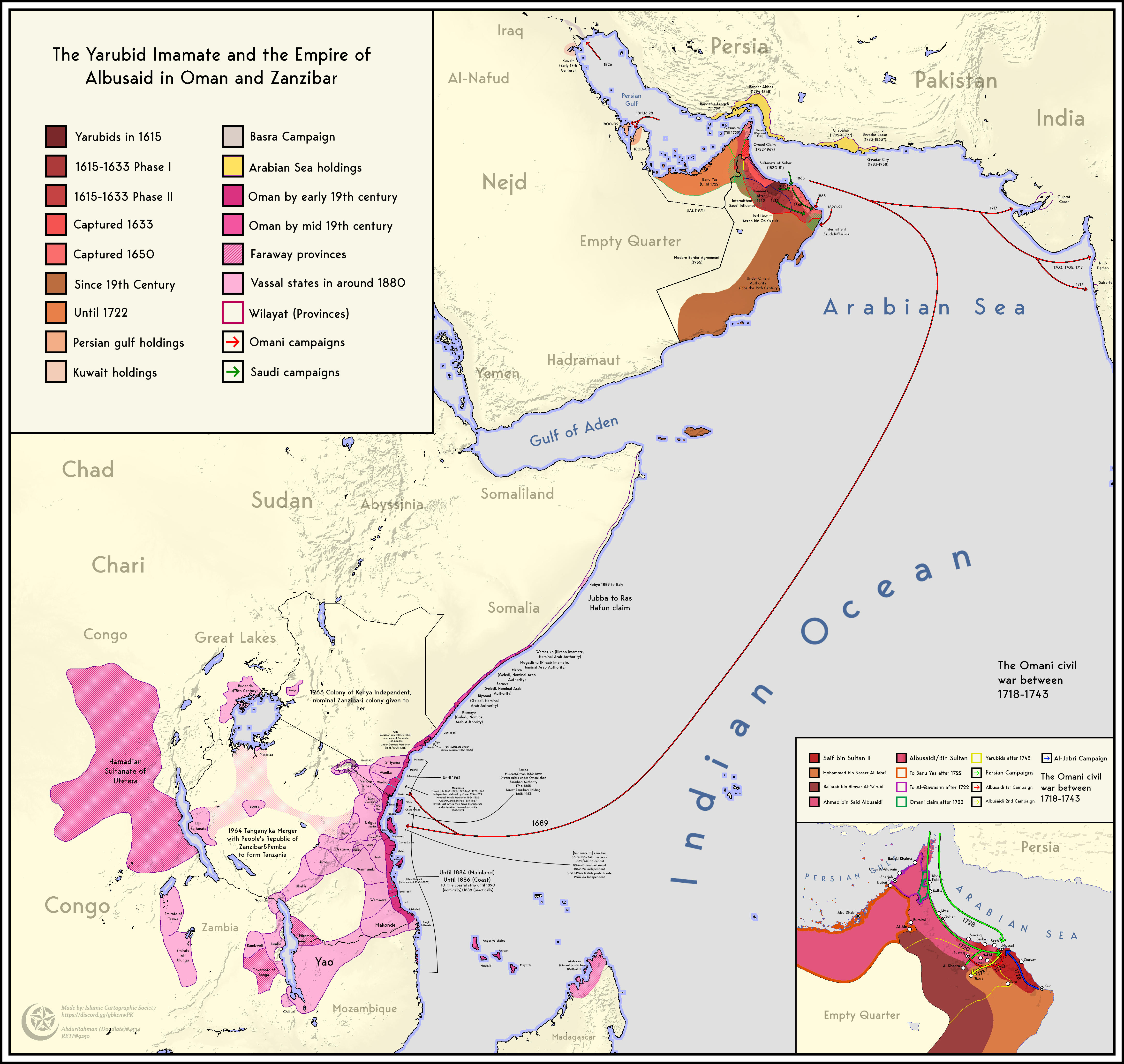
Empire d'Oman et ses colonies, vers le milieu du XIXe siècle.

## Puissances duXXesiècle

### Reich allemand
Le Reich allemand fut une puissance majeure. De 1871 à 1918, l'Empire allemand était la première puissance militaire d'Europe et la seconde économie mondiale. Cependant, après la défaite lors de la Première Guerre mondiale, l'Allemagne est contrainte de se limiter à une armée de 100 000 hommes.
En 1933, lorsque les nazis arrivent au pouvoir, ils réarment massivement le pays. Le Troisième Reich (1933-1945) fut ainsi une puissance européenne majeure, et une puissance mondiale, disposant de l'armée la plus puissante du monde lors de la Seconde Guerre mondiale. Durant ce conflit, l'Allemagne contrôlait, à son apogée en 1942, un empire s'étendant de la France à la Russie en passant par la Norvège.

### Union soviétique
L'URSS fut une puissance eurasiatique majeure et eut un rôle prédominant pendant la Seconde Guerre Mondiale et pendant la guerre Froide. Si son territoire officiel était inférieur à celui de la Russie Impériale, la création d'un grand nombre d'États satellites a permis d'étendre son influence.

### États-Unis d'Amérique
Les États-Unis furent avant tout une puissance économique ayant mis en place le plan Marshall. Cependant, leur intervention au cours de la Première et de la Seconde Guerre mondiale, si elles ont tendance à être surestimées, ont permis d'accélérer grandement l'issue de la guerre.

### Empire Français
Quoiqu'affaibli par les destructions engendrées par les guerres mondiales et en déclin à cause des mouvements décoloniaux, l'Empire français fut une des forces majeures du monde du XXe siècle.

### Empire Britannique
L'Empire britannique a été le plus grand empire de l'histoire. Après la Première Guerre mondiale, un quart des terres émergées de la planète était sous dominion de Londres. L'Empire britannique, avec le Royaume-Uni à sa tête était une grande puissance économique, militaire, démographique et géographique.

### Empire du Japon
L'empire du Japon (1868-1947) étais une puissance asiatique et mondiale. Dans les années 1930, il se lance dans une politique de conquête en occupant le nord-est de la Chine. Lors de la Seconde Guerre mondiale, le Japon occupe à son apogée en 1942 la quasi-totalité de l'Asie de l'Est et du Sud-Est.

## Puissances duXXIesiècle

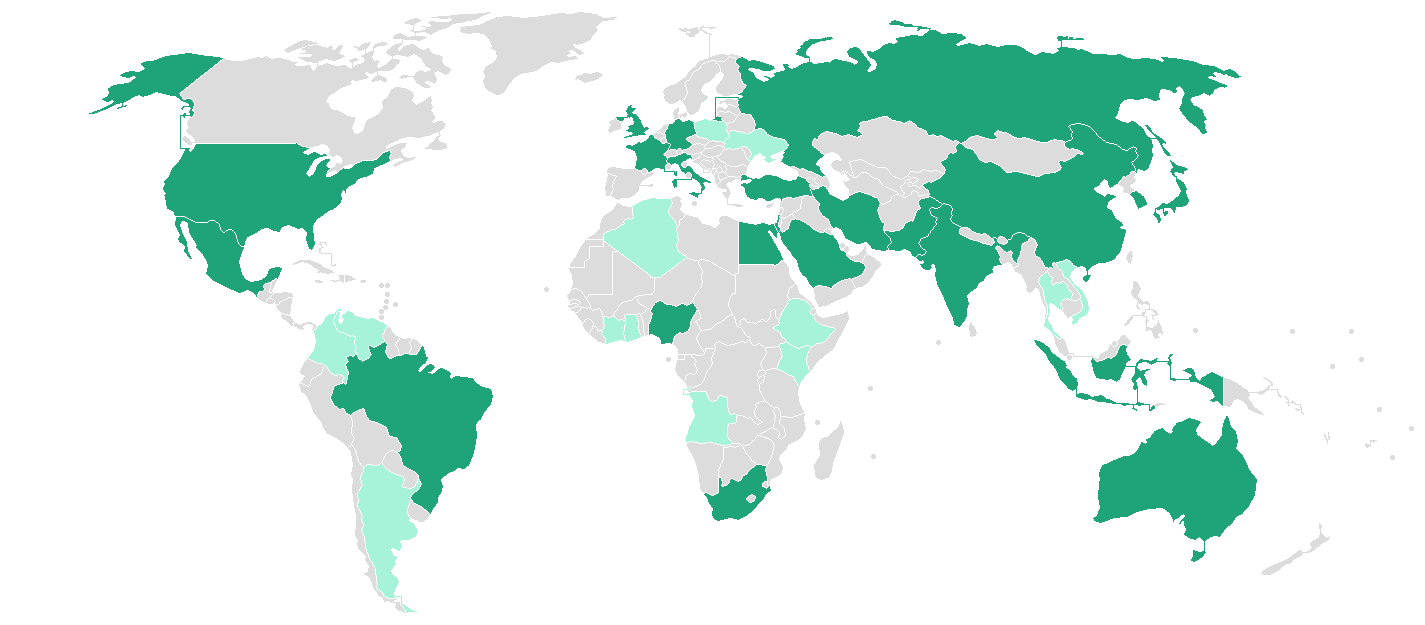
Les grandes et moyennes puissances en 2012.

Article connexe : Puissance émergente (en)

### Liste de grandes puissances du début duXXIesiècle
- États-Unis
- Chine
- Royaume-Uni
- France
- Russie
- Allemagne
- Japon
- Inde
- Brésil
- Italie